# Filmåret 2016

## Mest inkomstbringande filmer
| Rank | Titel                                       | Distribution     | Intäkter       |
| ---- | ------------------------------------------- | ---------------- | -------------- |
| 1    | Captain America: Civil War                  | Disney           | $1 153 765 616 |
| 2    | Rogue One: A Star Wars Story                | Disney           | $1 056 057 273 |
| 3    | Hitta Doris                                 | Disney           | $1 028 570 889 |
| 4    | Zootropolis                                 | Disney           | $1 023 784 195 |
| 5    | Djungelboken                                | Disney           | $966 550 600   |
| 6    | Husdjurens hemliga liv                      | Universal        | $875 697 467   |
| 7    | Batman v Superman: Dawn of Justice          | Warner Bros.     | $874 360 194   |
| 8    | Fantastiska vidunder och var man hittar dem | Warner Bros.     | $816 037 575   |
| 9    | Deadpool                                    | 20th Century Fox | $782 612 155   |
| 10   | Suicide Squad                               | Warner Bros.     | $749 200 054   |

## Händelser
- 10 januari – Golden Globe-galan
- 17 januari – Critics' Choice Movie Awards
- 18 januari – Guldbaggegalan på Cirkus i Stockholm.[2]
- 30 januari – Screen Actors Guild Awards
- 14 februari – BAFTA-galan
- 21 februari – Satellite Awards
- 27 februari – Razziegalan
- 28 februari – Oscarsgalan
- 10 december – European Film Awards[3]

## Årets filmer
#
- 10 Cloverfield Lane
- 13 Hours: The Secret Soldiers of Benghazi
- 24 veckor
- The 5th Wave

A
- Absolutely Fabulous: The Movie
- The Accountant
- Adult Life Skills
- Ae Dil Hai Mushkil
- Alice i Spegellandet
- Alla tiders kvinnor
- Allegiant
- Allied
- American Honey
- American Pastoral
- The Angry Birds Movie
- Aquarius
- Arrival
- Assassin's Creed

B
- Bad Moms
- Bad Neighbours 2
- Bad Santa 2
- Ballerinan och uppfinnaren
- Bamse och häxans dotter
- Barbershop 3
- Bastille Day
- Batman v Superman: Dawn of Justice
- Before the Flood
- The Belko Experiment
- Below Her Mouth
- Ben-Hur
- Billy Lynn's Long Halftime Walk
- The Birth of a Nation
- Blair Witch
- Bleed for This
- Blood Father
- Brandman Sam – Varning för rymdisar
- Brev från månen
- Bridget Jones' Baby
- The Bye Bye Man

C
- Café Society
- Captain America: Civil War
- Central Intelligence
- Cezanne och Zola
- Clash
- The Conjuring 2

D
- Dagen efter denna
- Dancer
- Dansaren
- David Lynch – The Art Life
- De vackra dagarna i Aranjuez
- Deadpool
- Deepwater Horizon
- Den allvarsamma leken
- Den enda vägen
- Den lyckligaste dagen i Olli Mäkis liv
- Den okända flickan
- Den osynlige gästen
- Den sista familjen
- Den syriska förlovningsringen
- Det främmande
- Dirty Grandpa
- Djungelboken
- Djävulens jungfru
- Doctor Strange
- Dolda tillgångar
- Don't Breathe

E
- The Edge of Seventeen
- Efter stormen
- Eiðurinn
- Elle
- En kvinnas liv
- Ensam i Berlin
- Eternity

F
- Fallen
- Fannys flykt
- Fantastiska vidunder och var man hittar dem
- Farväl Europa
- Fences
- The First Monday in May
- Flickan, mamman och demonerna
- Florence Foster Jenkins
- Flykten till framtiden
- The Founder
- Fragment av en kvinna
- Frantz
- Free Fire
- Friend Request
- Fröken omöjlig
- Fyren mellan haven
- För min dotters skull
- Förbjuden kärlek

G
- Galna av lycka
- Ghostbusters
- Gods of Egypt
- Gold
- The Great Wall
- Grimsby

H
- Hacksaw Ridge
- Hail, Caesar!
- The Handmaiden
- Heartstone
- Hell or High Water
- Hermit: Monster Killer
- Hitta Doris
- How to Be Single
- Huldra – Lady of the Forest
- Hundraettåringen som smet från notan och försvann
- The Huntsman: Winter's War
- Husdjurens hemliga liv

I
- I Am Not Your Negro
- I Called Him Morgan
- I morgon börjar allt
- Ice Age: Scratattack
- In This Corner of the World
- Incarnate
- Independence Day: Återkomsten
- Indignation
- Inferno
- Inte hela världen?

J
- Jack Reacher 2: Never Go Back
- Jackie
- Jacques – Havets utforskare
- Jag älskar dig – en skilsmässokomedi
- Jason Bourne
- The Journey
- Julieta
- Jätten (finländsk film)
- Jätten (svensk film)

K
- Katie Says Goodbye
- Kedi
- Kindergarten Cop 2
- Klas Klättermus och de andra djuren i Hackebackeskogen
- Kubo och de två strängarna
- Kung Fu Panda 3
- Kungens hologram
- Kungens val
- Kvinnan från Brest
- Kvinnan på tåget
- Kärleken och evigheten
- Kärleken är störst

L
- La La Land
- Lady M
- Legenden om Tarzan
- Lejonkvinnan
- Life, Animated
- Lion
- Little Men
- Live by Night
- Livet efter dig
- L'Odyssée
- Lo and behold, reveries of the connected world
- London Has Fallen
- Love & Friendship
- Loving
- Läkaren på landet

M
- The Magnificent Seven
- Magnus – schackgeniet
- Maudie
- Manchester by the Sea
- Masterminds
- Medan vi lever
- Melānijas hronika
- Min arabiska vår
- Min pappa Toni Erdmann
- Minnen av min mamma
- Miss Peregrines hem för besynnerliga barn
- Mitt liv som zucchini
- Mitt stora feta grekiska bröllop 2
- Money Monster
- Monsieur Chocolat
- Monster Trucks
- Moonlight
- Morran & Tobias – Som en skänk från ovan
- Mother's Day
- Mysteriet i Slack Bay

N
- The Neon Demon
- Neruda
- The Nice Guys
- Nocturama
- Nocturnal Animals
- Now You See Me 2
- När molnen skingras

O
- On the Milky Road
- Ouija: Origin of Evil

P
- Paris Can Wait
- Passengers
- Paterson
- Patriots Day
- Persona 3 The Movie: Chapter 4, Winter of Rebirth
- Peter och draken Elliott
- Pettson & Findus – Juligheter
- Planetarium
- Popstar: Never Stop Never Stopping
- Pride and Prejudice and Zombies
- The Promise
- Prövningen
- The Purge: Election Year
- Pyromanen

Q
- Queen of Katwe
- Quo Vado?

R
- Ratchet & Clank
- Resident Evil: The Final Chapter
- Robinson Crusoe
- Rogue One: A Star Wars Story

S
- Safari
- Sagan om sjön
- Saint Amour
- The Salesman
- Sameblod
- Sausage Party
- Sieranevada – En gravallvarlig komedi
- Silence
- Siv sover vilse
- Sju minuter efter midnatt
- Skönheten i allt
- Sleight
- Snowden
- Souvenir
- Split
- Star Trek Beyond
- Steg för steg
- Stockholm My Love
- Stora vänliga jätten
- Storkarna
- A Street Cat Named Bob
- Suicide Squad
- Sully
- Swiss Army Man
- Systrar bakom galler
- Så länge hjärtat kan slå

T
- Ta hand om mamma
- Teenage Mutant Ninja Turtles: Out of the Shadows
- Their Finest Hour
- Tiden före oss
- Tjuvjägaren
- Train to Busan
- Trolls

U
- Učiteľka
- Under the Shadow
- A United Kingdom
- Upp i det blå

V
- Vad döljer du för mig?
- Vaiana
- Vilse i Paris
- Vilsen
- Vår tid ska komma

W
- Warcraft: The Beginning
- The Whole Truth
- Wiener-Dog
- Wolf and Sheep

X
- X-Men: Apocalypse

Y
- Yarden
- Your Name

Z
- Zoolander 2
- Zootropolis

## Sverigepremiärer
Filmer som hade premiär i Sverige under 2016.
| Sverigepremiärer 2016 | Sverigepremiärer 2016 | Sverigepremiärer 2016                             | Sverigepremiärer 2016                                                              | Sverigepremiärer 2016 | Sverigepremiärer 2016                                              | Sverigepremiärer 2016 |
| Datum                 | Datum                 | Titel                                             | Land                                                                               | Regi och medverkande | Genre                                                              | Ref                   |
| --------------------- | --------------------- | ------------------------------------------------- | ---------------------------------------------------------------------------------- | --- | ------------------------------------------------------------------ | --------------------- |
| J A N U A R I         | 6                     | Daddy's Home                                      | USA                                                                                | Regi: Sean Anders; Med: Will Ferrell, Mark Wahlberg, Linda Cardellini | Komedi                                                             | [ 4 ] [ 5 ]           |
| J A N U A R I         | 6                     | Den gode dinosaurien                              | USA                                                                                | Regi: Peter Sohn; Med: Raymond Ochoa, Jack Bright, Sam Elliott, Anna Paquin, A.J. Buckley, Steve Zahn, Jeffrey Wright, Frances McDormand | Animation, Drama, Fantasy, Komedi, Äventyr                         | [ 6 ] [ 7 ]           |
| J A N U A R I         | 6                     | In the Heart of the Sea                           | USA · Australien · Spanien · Storbritannien · Kanada                               | Regi: Ron Howard; Med: Chris Hemsworth, Benjamin Walker, Cillian Murphy, Tom Holland, Ben Whishaw, Brendan Gleeson | Drama, Katastrof, Äventyr                                          | [ 8 ] [ 9 ]           |
| J A N U A R I         | 8                     | Macbeth                                           | Storbritannien · Frankrike · USA                                                   | Regi: Justin Kurzel; Med: Michael Fassbender, Marion Cotillard, Paddy Considine, Sean Harris, Jack Reynor, Elizabeth Debicki, David Thewlis | Drama, Krig                                                        | [ 10 ] [ 11 ]         |
| J A N U A R I         | 13                    | The Hateful Eight                                 | USA                                                                                | Regi: Quentin Tarantino; Med: Samuel L. Jackson, Kurt Russell, Jennifer Jason Leigh, Walton Goggins, Demián Bichir, Tim Roth, Michael Madsen, Bruce Dern, James Parks, Channing Tatum                                                                                       | Western                                                            | [ 12 ] [ 13 ]         |
| J A N U A R I         | 15                    | The Assassin                                      | Taiwan · Kina · Hongkong · Frankrike                                               | Regi: Hou Hsiao-Hsien; Med: Shu Qi, Chang Chen, Zhou Yun, Satoshi Tsumabuki | Kampsport                                                          | [ 14 ] [ 15 ]         |
| J A N U A R I         | 15                    | Suffragette                                       | Storbritannien                                                                     | Regi: Sarah Gavron; Med: Carey Mulligan, Helena Bonham Carter, Brendan Gleeson, Anne-Marie Duff, Ben Whishaw, Meryl Streep | Drama, Historik, Politik                                           | [ 16 ] [ 17 ]         |
| J A N U A R I         | 22                    | The 5th Wave                                      | USA                                                                                | Regi: J Blakeson; Med: Chloë Grace Moretz, Ron Livingston, Nick Robinson, Maggie Siff, Alex Roe, Maria Bello, Maika Monroe, Zackary Arthur, Liev Schreiber | Dystopi, Sci-Fi, Thriller, Ungdom                                  | [ 18 ] [ 19 ]         |
| J A N U A R I         | 22                    | The Big Short                                     | USA                                                                                | Regi: Adam McKay; Med: Christian Bale, Steve Carell, Ryan Gosling, Brad Pitt, Melissa Leo, Hamish Linklater, John Magaro, Rafe Spall, Jeremy Strong, Finn Wittrock, Marisa Tomei                                                                                            | Biografi, Drama, Komedi, Kriminal                                  | [ 20 ] [ 21 ]         |
| J A N U A R I         | 22                    | Steve Jobs                                        | USA · Storbritannien                                                               | Regi: Danny Boyle; Med: Michael Fassbender, Kate Winslet, Seth Rogen, Jeff Daniels, Katherine Waterston, Michael Stuhlbarg | Biografi, Drama                                                    | [ 22 ] [ 23 ]         |
| J A N U A R I         | 22                    | Sällskapet – El club                              | Chile                                                                              | Regi: Pablo Larraín; Med: Alfredo Castro, Roberto Farías, Antonia Zegers | Drama                                                              | [ 24 ] [ 25 ]         |
| J A N U A R I         | 22                    | Youth                                             | Italien · Frankrike · Schweiz · Storbritannien                                     | Regi: Paolo Sorrentino; Med: Michael Caine, Harvey Keitel, Rachel Weisz, Paul Dano, Jane Fonda | Drama, Komedi                                                      | [ 26 ] [ 27 ]         |
| J A N U A R I         | 29                    | The Revenant                                      | USA                                                                                | Regi: Alejandro G. Iñárritu; Med: Leonardo DiCaprio, Tom Hardy, Domhnall Gleeson, Will Poulter | Drama, Thriller, Western, Äventyr                                  | [ 28 ] [ 29 ]         |
| F E B R U A R I       | 5                     | Alvin och Gänget: Gasen i botten                  | USA                                                                                | Regi: Walt Becker; Med: Jason Lee, Tony Hale, Kimberly Williams-Paisley, Josh Green, Justin Long, Matthew Gray Gubler, Jesse McCartney, Kaley Cuoco, Anna Faris, Christina Applegate                                                                                        | Fantasy, Komedi, Musikal, Äventyr                                  | [ 30 ] [ 31 ]         |
| F E B R U A R I       | 5                     | Creed                                             | USA                                                                                | Regi: Ryan Coogler; Med: Michael B. Jordan, Sylvester Stallone, Tessa Thompson, Phylicia Rashad, Anthony Bellew | Drama, Sport                                                       | [ 32 ] [ 33 ]         |
| F E B R U A R I       | 5                     | Point Break                                       | USA · Tyskland · Kina                                                              | Regi: Ericson Core; Med: Édgar Ramírez, Luke Bracey, Teresa Palmer, Delroy Lindo, Ray Winstone | Action, Kriminal, Sport, Thriller                                  | [ 34 ] [ 35 ]         |
| F E B R U A R I       | 8                     | När molnen skingras                               | Sverige                                                                            | Regi: Lasse Zackrisson; Med: Staffan Göthe | Dokumentär                                                         | [ 36 ] [ 37 ]         |
| F E B R U A R I       | 12                    | Anomalisa                                         | USA                                                                                | Regi: Duke Johnson & Charlie Kaufman; Med: David Thewlis, Jennifer Jason Leigh, Tom Noonan | Animation, Drama, Komedi                                           | [ 38 ] [ 39 ]         |
| F E B R U A R I       | 12                    | Deadpool                                          | USA                                                                                | Regi: Tim Miller; Med: Ryan Reynolds, Morena Baccarin, Ed Skrein, T.J. Miller, Gina Carano, Leslie Uggams, Brianna Hildebrand | Action, Komedi, Superhjälte                                        | [ 40 ] [ 41 ]         |
| F E B R U A R I       | 12                    | How to Be Single                                  | USA                                                                                | Regi: Christian Ditter; Med: Dakota Johnson, Rebel Wilson, Alison Brie, Leslie Mann | Komedi, Romantik                                                   | [ 42 ] [ 43 ]         |
| F E B R U A R I       | 12                    | Spotlight                                         | USA                                                                                | Regi: Tom McCarthy; Med: Mark Ruffalo, Michael Keaton, Rachel McAdams, Liev Schreiber, John Slattery, Stanley Tucci, Brian d'Arcy James, Billy Crudup | Biografi, Drama                                                    | [ 44 ] [ 45 ]         |
| F E B R U A R I       | 12                    | Trumbo                                            | USA                                                                                | Regi: Jay Roach; Med: Bryan Cranston, Diane Lane, Helen Mirren, Louis C.K., Elle Fanning, John Goodman, Michael Stuhlbarg | Biografi, Drama                                                    | [ 46 ] [ 47 ]         |
| F E B R U A R I       | 12                    | Zoolander 2                                       | USA                                                                                | Regi: Ben Stiller; Med: Ben Stiller, Owen Wilson, Will Ferrell, Penélope Cruz, Kristen Wiig, Fred Armisen | Action, Komedi, Satir                                              | [ 48 ] [ 49 ]         |
| F E B R U A R I       | 17                    | 13 Hours: The Secret Soldiers of Benghazi         | USA                                                                                | Regi: Michael Bay; Med: James Badge Dale, John Krasinski, Max Martini, Pablo Schreiber, Toby Stephens | Action, Krig, Thriller                                             | [ 50 ] [ 51 ]         |
| F E B R U A R I       | 19                    | A Bigger Splash                                   | Italien · Frankrike                                                                | Regi: Luca Guadagnino; Med: Ralph Fiennes, Dakota Johnson, Matthias Schoenaerts, Tilda Swinton | Drama, Komedi, Kriminal, Mysterium, Thriller                       | [ 52 ] [ 53 ]         |
| F E B R U A R I       | 19                    | Hail, Caesar!                                     | Storbritannien · USA                                                               | Regi: Joel och Ethan Coen; Med: Josh Brolin, George Clooney, Alden Ehrenreich, Ralph Fiennes, Jonah Hill, Scarlett Johansson, Frances McDormand, Tilda Swinton, Channing Tatum                                                                                              | Komedi, Mysterium                                                  | [ 54 ] [ 55 ]         |
| F E B R U A R I       | 24                    | Grimsby                                           | Storbritannien · USA                                                               | Regi: Louis Leterrier; Med: Sacha Baron Cohen, Mark Strong, Rebel Wilson, Penélope Cruz, Isla Fisher, Gabourey Sidibe | Action, Komedi, Spion, Sport                                       | [ 56 ] [ 57 ]         |
| F E B R U A R I       | 24                    | Zootropolis                                       | USA                                                                                | Regi: Byron Howard & Rich Moore; Med: Ginnifer Goodwin, Jason Bateman, Idris Elba, Jenny Slate, Nate Torrence, Bonnie Hunt, Don Lake, Tommy Chong, J.K. Simmons, Octavia Spencer, Alan Tudyk, Shakira                                                                       | Animation, Komedi, Kriminal, Polis, Äventyr                        | [ 58 ] [ 59 ]         |
| F E B R U A R I       | 26                    | Brooklyn                                          | Irland · Storbritannien · Kanada                                                   | Regi: John Crowley; Med: Saoirse Ronan, Emory Cohen, Domhnall Gleeson, Jim Broadbent, Julie Walters | Drama, Romantik                                                    | [ 60 ] [ 61 ]         |
| M A R S               | 4                     | London Has Fallen                                 | Storbritannien · USA · Bulgarien                                                   | Regi: Babak Najafi; Med: Gerard Butler, Aaron Eckhart, Morgan Freeman, Alon Moni Aboutboul, Angela Bassett, Robert Forster, Jackie Earle Haley, Melissa Leo, Radha Mitchell, Sean O'Bryan, Waleed Zuaiter                                                                   | Action, Politik, Thriller                                          | [ 62 ] [ 63 ]         |
| M A R S               | 4                     | Pride and Prejudice and Zombies                   | USA · Storbritannien                                                               | Regi: Burr Steers; Med: Lily James, Sam Riley, Jack Huston, Bella Heathcote, Douglas Booth, Matt Smith, Charles Dance, Lena Headey, Suki Waterhouse | Komedi, Romantik, Skräck                                           | [ 64 ] [ 65 ]         |
| M A R S               | 9                     | Allegiant                                         | USA                                                                                | Regi: Robert Schwentke; Med: Shailene Woodley, Theo James, Jeff Daniels, Octavia Spencer, Ray Stevenson, Zoë Kravitz, Miles Teller, Ansel Elgort, Maggie Q, Bill Skarsgård, Naomi Watts                                                                                     | Action, Dystopi, Postapokalyps, Sci-Fi, Äventyr                    | [ 66 ] [ 67 ]         |
| M A R S               | 11                    | Dirty Grandpa                                     | USA                                                                                | Regi: Dan Mazer; Med: Robert De Niro, Zac Efron, Aubrey Plaza, Zoey Deutch, Julianne Hough, Dermot Mulroney | Komedi                                                             | [ 68 ] [ 69 ]         |
| M A R S               | 11                    | Yarden                                            | Sverige · Tyskland                                                                 | Regi: Måns Månsson; Med: Anders Mossling, Hilal Shoman, Axel Roos | Drama                                                              | [ 70 ] [ 71 ]         |
| M A R S               | 18                    | Kung Fu Panda 3                                   | USA · Kina                                                                         | Regi: Alessandro Carloni & Jennifer Yuh Nelson; Med: Jack Black, Bryan Cranston, Dustin Hoffman, Angelina Jolie, J.K. Simmons, Seth Rogen, Lucy Liu, David Cross, James Hong, Kate Hudson, Randall Duk Kim, Jackie Chan                                                     | Animation, Action, Komedi, Äventyr                                 | [ 72 ] [ 73 ]         |
| M A R S               | 18                    | Room                                              | Irland · Kanada                                                                    | Regi: Lenny Abrahamson; Med: Brie Larson, Jacob Tremblay, Joan Allen, Sean Bridgers, William H. Macy | Drama                                                              | [ 74 ] [ 75 ]         |
| M A R S               | 23                    | Batman v Superman: Dawn of Justice                | USA                                                                                | Regi: Zack Snyder; Med: Ben Affleck, Henry Cavill, Amy Adams, Jesse Eisenberg, Diane Lane, Laurence Fishburne, Jeremy Irons, Holly Hunter, Gal Gadot | Action, Superhjälte                                                | [ 76 ] [ 77 ]         |
| M A R S               | 23                    | Mitt stora feta grekiska bröllop 2                | USA                                                                                | Regi: Kirk Jones; Med: Nia Vardalos, John Corbett, Lainie Kazan, Michael Constantine, Andrea Martin, Ian Gomez, Elena Kampouris | Komedi, Romantik                                                   | [ 78 ] [ 79 ]         |
| M A R S               | 30                    | 10 Cloverfield Lane                               | USA                                                                                | Regi: Dan Trachtenberg; Med: John Goodman, Mary Elizabeth Winstead, John Gallagher Jr. | Drama, Katastrof, Psykologi, Sci-Fi, Thriller                      | [ 80 ] [ 81 ]         |
| A P R I L             | 1                     | A Perfect Day                                     | Spanien                                                                            | Regi: Fernando León de Aranoa; Med: Benicio Del Toro, Tim Robbins, Olga Kurylenko, Mélanie Thierry, Fedja Stukan | Drama, Komedi, Krig                                                | [ 82 ] [ 83 ]         |
| A P R I L             | 6                     | Hardcore                                          | Ryssland · USA                                                                     | Regi: Ilya Naishuller; Med: Sharlto Copley, Danila Kozlovsky, Haley Bennett, Andrei Dementiev, Dasha Charusha, Svetlana Ustinova, Tim Roth | Action, Sci-Fi                                                     | [ 84 ] [ 85 ]         |
| A P R I L             | 8                     | Bland män och får                                 | Island · Danmark · Norge · Polen                                                   | Regi: Grímur Hákonarson; Med: Sigurður Sigurjónsson, Theodór Júlíusson | Drama                                                              | [ 86 ] [ 87 ]         |
| A P R I L             | 8                     | The Huntsman: Winter's War                        | USA                                                                                | Regi: Cedric Nicolas-Troyan; Med: Chris Hemsworth, Charlize Theron, Emily Blunt, Nick Frost, Sam Claflin, Rob Brydon, Jessica Chastain | Action, Fantasy, Äventyr                                           | [ 88 ] [ 89 ]         |
| A P R I L             | 8                     | Klanen                                            | Argentina · Spanien                                                                | Regi: Pablo Trapero; Med: Guillermo Francella, Peter Lanzani, Lili Popovich | Biografi, Drama, Kriminal                                          | [ 90 ] [ 91 ]         |
| A P R I L             | 13                    | Djungelboken                                      | USA                                                                                | Regi: Jon Favreau; Med: Bill Murray, Ben Kingsley, Idris Elba, Lupita Nyong'o, Scarlett Johansson, Giancarlo Esposito, Christopher Walken, Neel Sethi | Fantasy, Äventyr                                                   | [ 92 ] [ 93 ]         |
| A P R I L             | 15                    | Flickan, mamman och demonerna                     | Sverige                                                                            | Regi: Suzanne Osten; Med: Esther Quigley, Maria Sundbom, Maja Embrink, Ulrika Nilsson, Simon Norrthon, Gustav Deinoff, Ardalan Esmaili | Thriller                                                           | [ 94 ] [ 95 ]         |
| A P R I L             | 22                    | Bastille Day                                      | USA · Frankrike                                                                    | Regi: James Watkins; Med: Idris Elba, Richard Madden, Charlotte Le Bon, Eriq Ebouaney, José Garcia | Action                                                             | [ 96 ] [ 97 ]         |
| A P R I L             | 22                    | Den ljuva flykten                                 | Frankrike                                                                          | Regi: Bruno Podalydès; Med: Bruno Podalydès, Sandrine Kiberlain, Agnès Jaoui, Vimala Pons, Denis Podalydès, Michel Vuillermoz, Jean-Noël Brouté, Pierre Arditi | Komedi                                                             | [ 98 ] [ 99 ]         |
| A P R I L             | 22                    | Eye in the Sky                                    | Storbritannien                                                                     | Regi: Gavin Hood; Med: Helen Mirren, Aaron Paul, Alan Rickman, Barkhad Abdi, Jeremy Northam, Iain Glen | Thriller, Krig                                                     | [ 100 ] [ 101 ]       |
| A P R I L             | 27                    | Captain America: Civil War                        | USA                                                                                | Regi: Bröderna Russo; Med: Chris Evans, Robert Downey Jr., Scarlett Johansson, Sebastian Stan, Anthony Mackie, Don Cheadle, Jeremy Renner, Chadwick Boseman, Paul Bettany, Elizabeth Olsen, Paul Rudd, Emily VanCamp, Tom Holland, Frank Grillo, William Hurt, Daniel Brühl | Action, Politik, Psykologi, Sci-Fi, Superhjälte, Thriller, Äventyr | [ 102 ] [ 103 ]       |
| M A J                 | 4                     | Bad Neighbours 2                                  | USA                                                                                | Regi: Nicholas Stoller; Med: Seth Rogen, Zac Efron, Rose Byrne, Chloë Grace Moretz, Dave Franco, Ike Barinholtz | Komedi                                                             | [ 104 ] [ 105 ]       |
| M A J                 | 5                     | Mother's Day                                      | USA                                                                                | Regi: Garry Marshall; Med: Jennifer Aniston, Kate Hudson, Julia Roberts, Jason Sudeikis, Britt Robertson, Timothy Olyphant, Margo Martindale, Shay Mitchell, Jack Whitehall, Héctor Elizondo                                                                                | Drama, Komedi, Romantik                                            | [ 106 ] [ 107 ]       |
| M A J                 | 13                    | The Angry Birds Movie                             | Finland · USA                                                                      | Regi: Clay Kaytis & Fergal Reilly; Med: Jason Sudeikis, Josh Gad, Danny McBride, Maya Rudolph, Kate McKinnon, Sean Penn, Tony Hale, Keegan-Michael Key, Bill Hader, Peter Dinklage                                                                                          | Animation, Action, Komedi, Äventyr                                 | [ 108 ] [ 109 ]       |
| M A J                 | 13                    | Bumerang                                          | Frankrike                                                                          | Regi: François Favrat; Med: Laurent Lafitte, Mélanie Laurent, Audrey Dana, Wladimir Yordanoff, Bulle Ogier | Drama                                                              | [ 110 ] [ 111 ]       |
| M A J                 | 13                    | Kungens hologram                                  | Storbritannien · Frankrike · Tyskland · USA                                        | Regi: Tom Tykwer; Med: Tom Hanks, Alexander Black, Sarita Choudhury, Sidse Babett Knudsen, Ben Whishaw, Tom Skerritt | Drama, Komedi                                                      | [ 112 ] [ 113 ]       |
| M A J                 | 18                    | X-Men: Apocalypse                                 | USA                                                                                | Regi: Bryan Singer; Med: James McAvoy, Michael Fassbender, Jennifer Lawrence, Oscar Isaac, Nicholas Hoult, Rose Byrne, Tye Sheridan, Sophie Turner, Olivia Munn, Lucas Till                                                                                                 | Action, Sci-Fi, Superhjälte, Äventyr                               | [ 114 ] [ 115 ]       |
| M A J                 | 20                    | 2 nätter till morgon                              | Finland · Litauen                                                                  | Regi: Mikko Kuparinen; Med: Marie-Josée Croze, Mikko Nousiainen | Drama, Romantik                                                    | [ 116 ] [ 117 ]       |
| M A J                 | 25                    | Alice i Spegellandet                              | USA                                                                                | Regi: James Bobin; Med: Johnny Depp, Anne Hathaway, Mia Wasikowska, Matt Lucas, Rhys Ifans, Helena Bonham Carter, Sacha Baron Cohen | Fantasy, Äventyr                                                   | [ 118 ] [ 119 ]       |
| M A J                 | 27                    | Robinson Crusoe                                   | Belgien · Frankrike                                                                | Regi: Vincent Kesteloot & Ben Stassen; Med: Matthias Schweighöfer, Kaya Yanar, Cindy aus Marzahn, Dieter Hallervorden, Aylin Tezel | Animation, Barn, Komedi                                            | [ 120 ] [ 121 ]       |
| M A J                 | 27                    | Warcraft: The Beginning                           | USA                                                                                | Regi: Duncan Jones; Med: Travis Fimmel, Paula Patton, Ben Foster, Dominic Cooper, Toby Kebbell, Ben Schnetzer, Robert Kazinsky, Daniel Wu | Action, Fantasy, Äventyr                                           | [ 122 ] [ 123 ]       |
| J U N I               | 3                     | Money Monster                                     | USA                                                                                | Regi: Jodie Foster; Med: George Clooney, Julia Roberts, Jack O'Connell, Dominic West, Caitriona Balfe, Giancarlo Esposito | Drama, Kriminal, Thriller                                          | [ 124 ] [ 125 ]       |
| J U N I               | 3                     | Pärlemorknappen                                   | Frankrike · Spanien · Chile · Schweiz                                              | Regi: Patricio Guzmán | Dokumentär                                                         | [ 126 ] [ 127 ]       |
| J U N I               | 3                     | Teenage Mutant Ninja Turtles: Out of the Shadows  | USA                                                                                | Regi: Dave Green; Med: Megan Fox, Will Arnett, Laura Linney, Stephen Amell, Noel Fisher, Jeremy Howard, Pete Ploszek, Alan Ritchson, Tyler Perry | Action, Komedi, Sci-Fi                                             | [ 128 ] [ 129 ]       |
| J U N I               | 8                     | The Conjuring 2                                   | USA                                                                                | Regi: James Wan; Med: Vera Farmiga, Patrick Wilson, Frances O'Connor, Madison Wolfe, Simon McBurney, Franka Potente | Skräck                                                             | [ 130 ] [ 131 ]       |
| J U N I               | 8                     | The Nice Guys                                     | USA                                                                                | Regi: Shane Black; Med: Russell Crowe, Ryan Gosling, Angourie Rice, Matt Bomer, Margaret Qualley, Keith David, Kim Basinger | Action, Komedi, Kriminal                                           | [ 132 ] [ 133 ]       |
| J U N I               | 10                    | The Neon Demon                                    | Frankrike · USA · Danmark                                                          | Regi: Nicolas Winding Refn; Med: Elle Fanning, Karl Glusman, Jena Malone, Bella Heathcote, Abbey Lee, Christina Hendricks, Keanu Reeves | Psykologi, Skräck, Thriller                                        | [ 134 ] [ 135 ]       |
| J U N I               | 15                    | Now You See Me 2                                  | USA                                                                                | Regi: Jon M. Chu; Med: Jesse Eisenberg, Mark Ruffalo, Woody Harrelson, Dave Franco, Daniel Radcliffe, Lizzy Caplan, Jay Chou, Sanaa Lathan, Michael Caine, Morgan Freeman                                                                                                   | Kupp, Thriller                                                     | [ 136 ] [ 137 ]       |
| J U N I               | 17                    | Central Intelligence                              | USA                                                                                | Regi: Rawson Marshall Thurber; Med: Dwayne Johnson, Kevin Hart, Amy Ryan, Aaron Paul, Danielle Nicolet | Action, Komedi, Spion                                              | [ 138 ] [ 139 ]       |
| J U N I               | 17                    | Livet efter dig                                   | Storbritannien                                                                     | Regi: Thea Sharrock; Med: Emilia Clarke, Sam Claflin, Janet McTeer, Charles Dance, Brendan Coyle | Drama, Romantik                                                    | [ 140 ] [ 141 ]       |
| J U N I               | 17                    | Saint Amour                                       | Frankrike · Belgien                                                                | Regi: Benoît Delépine & Gustave Kervern; Med: Gérard Depardieu, Benoît Poelvoorde, Vincent Lacoste, Céline Sallette | Drama, Komedi                                                      | [ 142 ] [ 143 ]       |
| J U N I               | 18                    | Barbershop 3                                      | USA                                                                                | Regi: Malcolm D. Lee; Med: Ice Cube, Cedric the Entertainer, Regina Hall, Anthony Anderson, Eve, J.B. Smoove, Lamorne Morris, Sean Patrick Thomas, Tyga, Deon Cole, Common, Nicki Minaj                                                                                     | Komedi                                                             | [ 144 ] [ 145 ]       |
| J U N I               | 29                    | Independence Day: Återkomsten                     | USA                                                                                | Regi: Roland Emmerich; Med: Liam Hemsworth, Jeff Goldblum, Bill Pullman, Maika Monroe, Jessie T. Usher, Travis Tope, William Fichtner, Charlotte Gainsbourg, Judd Hirsch, Brent Spiner, Sela Ward                                                                           | Action, Katastrof, Krig, Sci-Fi, Äventyr                           | [ 146 ] [ 147 ]       |
| J U L I               | 6                     | The Purge: Election Year                          | USA · Frankrike                                                                    | Regi: James DeMonaco; Med: Frank Grillo, Elizabeth Mitchell, Mykelti Williamson | Action, Dystopi, Kriminal, Sci-Fi, Skräck, Thriller                | [ 148 ] [ 149 ]       |
| J U L I               | 8                     | Angry Indian Goddesses                            | Indien · Tyskland                                                                  | Regi: Pan Nalin; Med: Sandhya Mridul, Tannishtha Chatterjee, Sarah-Jane Dias, Anushka Manchanda, Amrit Maghera, Rajshri Deshpande | Drama, Komedi                                                      | [ 150 ] [ 151 ]       |
| J U L I               | 8                     | Ice Age: Scratattack                              | USA                                                                                | Regi: Mike Thurmeier; Med: Ray Romano, John Leguizamo, Denis Leary, Simon Pegg, Jennifer Lopez, Queen Latifah | Animation, Barn, Fantasy, Katastrof, Komedi, Sci-Fi, Äventyr       | [ 152 ] [ 153 ]       |
| J U L I               | 13                    | Legenden om Tarzan                                | USA · Storbritannien · Kanada                                                      | Regi: David Yates; Med: Alexander Skarsgård, Samuel L. Jackson, Margot Robbie, Djimon Hounsou, Jim Broadbent, Christoph Waltz | Action, Fantasy, Äventyr                                           | [ 154 ] [ 155 ]       |
| J U L I               | 20                    | Star Trek Beyond                                  | USA                                                                                | Regi: Justin Lin; Med: John Cho, Simon Pegg, Chris Pine, Zachary Quinto, Zoe Saldana, Karl Urban, Anton Yelchin, Idris Elba | Action, Rymd, Sci-Fi, Äventyr                                      | [ 156 ] [ 157 ]       |
| J U L I               | 22                    | Stora vänliga jätten                              | USA                                                                                | Regi: Steven Spielberg; Med: Mark Rylance, Ruby Barnhill, Penelope Wilton, Jemaine Clement, Rebecca Hall, Rafe Spall, Bill Hader | Fantasy, Äventyr                                                   | [ 158 ] [ 159 ]       |
| J U L I               | 27                    | Ghostbusters                                      | USA                                                                                | Regi: Paul Feig; Med: Melissa McCarthy, Kristen Wiig, Kate McKinnon, Leslie Jones, Charles Dance, Michael K. Williams, Chris Hemsworth | Komedi                                                             | [ 160 ] [ 161 ]       |
| J U L I               | 27                    | Jason Bourne                                      | Storbritannien · Kina · USA                                                        | Regi: Paul Greengrass; Med: Matt Damon, Tommy Lee Jones, Alicia Vikander, Vincent Cassel, Julia Stiles, Riz Ahmed, Ato Essandoh, Scott Shepherd | Action, Mysterium, Spion, Thriller                                 | [ 162 ] [ 163 ]       |
| A U G U S T I         | 3                     | Husdjurens hemliga liv                            | USA · Japan                                                                        | Regi: Yarrow Cheney & Chris Renaud; Med: Louis C.K., Eric Stonestreet, Jenny Slate, Kevin Hart, Ellie Kemper, Bobby Moynihan, Lake Bell, Dana Carvey, Hannibal Buress, Albert Brooks, Steve Coogan                                                                          | Animation, Barn, Fantasy, Komedi, Äventyr                          | [ 164 ] [ 165 ]       |
| A U G U S T I         | 3                     | Suicide Squad                                     | USA                                                                                | Regi: David Ayer; Med: Will Smith, Jared Leto, Margot Robbie, Joel Kinnaman, Viola Davis, Jai Courtney, Jay Hernandez, Adewale Akinnuoye-Agbaje, Ike Barinholtz, Scott Eastwood, Cara Delevingne                                                                            | Action, Fantasy, Komedi, Kriminal, Sci-Fi, Superhjälte, Thriller   | [ 166 ] [ 167 ]       |
| A U G U S T I         | 12                    | Bad Moms                                          | USA                                                                                | Regi: Jon Lucas & Scott Moore; Med: Mila Kunis, Kristen Bell, Kathryn Hahn, Jay Hernandez, Annie Mumolo, Jada Pinkett Smith, Christina Applegate | Komedi                                                             | [ 168 ] [ 169 ]       |
| A U G U S T I         | 12                    | Läkaren på landet                                 | Frankrike                                                                          | Regi: Thomas Lilti; Med: François Cluzet, Marianne Denicourt | Drama, Komedi                                                      | [ 170 ] [ 171 ]       |
| A U G U S T I         | 12                    | Walk with Me                                      | Danmark · Sverige                                                                  | Regi: Lisa Ohlin; Med: Mikkel Boe Følsgaard, Cecilie Lassen | Drama                                                              | [ 172 ] [ 173 ]       |
| A U G U S T I         | 17                    | Sausage Party                                     | USA                                                                                | Regi: Greg Tiernan & Conrad Vernon; Med: Seth Rogen, Kristen Wiig, Jonah Hill, Bill Hader, Michael Cera, James Franco, Danny McBride, Craig Robinson, Paul Rudd, Nick Kroll, David Krumholtz, Edward Norton, Salma Hayek                                                    | Animation, Dystopi, Komedi, Parodi, Äventyr                        | [ 174 ] [ 175 ]       |
| A U G U S T I         | 19                    | Alena                                             | Sverige                                                                            | Regi: Daniel Di Grado; Med: Amalia Holm, Molly Nutley, Félice Jankell, Rebecka Nyman, Johan Ehn, Fanny Klefelt, Marie Senghore, Malin Persson, Helena af Sandeberg | Drama, Skräck                                                      | [ 176 ] [ 177 ]       |
| A U G U S T I         | 19                    | Medan vi drömde                                   | Tyskland · Frankrike                                                               | Regi: Andreas Dresen; Med: Merlin Rose, Julius Nitschkoff, Joel Basman, Marcel Heuperman, Frederic Haselon, Ruby O. Fee | Drama                                                              | [ 178 ] [ 179 ]       |
| A U G U S T I         | 26                    | Ardennerna                                        | Belgien                                                                            | Regi: Robin Pront; Med: Veerle Baetens, Kevin Janssens, Jeroen Perceval | Drama                                                              | [ 180 ] [ 181 ]       |
| A U G U S T I         | 26                    | Florence Foster Jenkins                           | Storbritannien                                                                     | Regi: Stephen Frears; Med: Meryl Streep, Hugh Grant, Simon Helberg, Rebecca Ferguson, Nina Arianda | Biografi, Drama, Komedi                                            | [ 182 ] [ 183 ]       |
| A U G U S T I         | 26                    | Förbjuden kärlek                                  | Sverige                                                                            | Regi: Anders Wahlgren; Med: Peter Andersson, Marie Richardson | Dokumentär                                                         | [ 184 ] [ 185 ]       |
| A U G U S T I         | 26                    | Hitta Doris                                       | USA                                                                                | Regi: Andrew Stanton; Med: Ellen DeGeneres, Albert Brooks, Hayden Rolence, Ed O'Neill, Kaitlin Olson, Ty Burrell, Diane Keaton, Eugene Levy | Animation, Komedi, Äventyr                                         | [ 186 ] [ 187 ]       |
| A U G U S T I         | 26                    | Stulna blickar                                    | Venezuela · Mexiko                                                                 | Regi: Lorenzo Vigas; Med: Alfredo Castro, Luis Silva | Drama, Romantik                                                    | [ 188 ] [ 189 ]       |
| S E P T E M B E R     | 2                     | Absolutely Fabulous: The Movie                    | Storbritannien · USA                                                               | Regi: Mandie Fletcher; Med: Jennifer Saunders, Joanna Lumley, Julia Sawalha, June Whitfield, Jane Horrocks | Komedi                                                             | [ 190 ] [ 191 ]       |
| S E P T E M B E R     | 2                     | Ben-Hur                                           | USA                                                                                | Regi: Timur Bekmambetov; Med: Jack Huston, Toby Kebbell, Rodrigo Santoro, Nazanin Boniadi, Ayelet Zurer, Morgan Freeman, Haluk Bilginer | Action, Drama, Historik                                            | [ 192 ] [ 193 ]       |
| S E P T E M B E R     | 2                     | Don't Breathe                                     | USA                                                                                | Regi: Fede Alvarez; Med: Jane Levy, Dylan Minnette, Daniel Zovatto, Stephen Lang | Skräck, Thriller                                                   | [ 194 ] [ 195 ]       |
| S E P T E M B E R     | 9                     | Den allvarsamma leken                             | Sverige · Danmark · Norge                                                          | Regi: Pernilla August; Med: Karin Franz Körlof, Sverrir Gudnason, Liv Mjönes, Michael Nyqvist, Göran Ragnerstam, Mikkel Boe Følsgaard | Drama                                                              | [ 196 ] [ 197 ]       |
| S E P T E M B E R     | 9                     | Sully                                             | USA                                                                                | Regi: Clint Eastwood; Med: Tom Hanks, Aaron Eckhart, Laura Linney, Anna Gunn, Autumn Reeser, Holt McCallany, Jamey Sheridan, Jerry Ferrara | Biografi, Drama, Katastrof                                         | [ 198 ] [ 199 ]       |
| S E P T E M B E R     | 16                    | Bridget Jones' Baby                               | Storbritannien · USA · Frankrike                                                   | Regi: Sharon Maguire; Med: Renée Zellweger, Colin Firth, Patrick Dempsey, Jim Broadbent, Gemma Jones, Emma Thompson | Komedi, Romantik                                                   | [ 200 ] [ 201 ]       |
| S E P T E M B E R     | 16                    | Snowden                                           | USA · Tyskland · Frankrike                                                         | Regi: Oliver Stone; Med: Joseph Gordon-Levitt, Shailene Woodley, Melissa Leo, Zachary Quinto, Tom Wilkinson, Scott Eastwood, Logan Marshall-Green, Timothy Olyphant, Ben Schnetzer, LaKeith Lee Stanfield, Rhys Ifans, Nicolas Cage                                         | Biografi, Krig, Politik, Thriller                                  | [ 202 ] [ 203 ]       |
| S E P T E M B E R     | 23                    | Blair Witch                                       | USA                                                                                | Regi: Adam Wingard; Med: James Allen McCune, Brandon Scott, Valorie Curry, Corbin Reid, Wes Robinson | Psykologi, Skräck                                                  | [ 204 ] [ 205 ]       |
| S E P T E M B E R     | 23                    | Kubo och de två strängarna                        | USA                                                                                | Regi: Travis Knight; Med: Charlize Theron, Art Parkinson, Ralph Fiennes, Rooney Mara, George Takei, Matthew McConaughey | Animation, Action, Barn, Fantasy, Äventyr                          | [ 206 ] [ 207 ]       |
| S E P T E M B E R     | 23                    | Love & Friendship                                 | Irland · Nederländerna · Frankrike · USA · Storbritannien                          | Regi: Whit Stillman; Med: Kate Beckinsale, Xavier Samuel, Emma Greenwell, Morfydd Clark, Jemma Redgrave, Tom Bennett, James Fleet, Justin Edwards, Jenn Murray, Stephen Fry, Chloë Sevigny                                                                                  | Historik, Komedi, Kostym                                           | [ 208 ] [ 209 ]       |
| S E P T E M B E R     | 23                    | The Magnificent Seven                             | USA                                                                                | Regi: Antoine Fuqua; Med: Denzel Washington, Chris Pratt, Ethan Hawke, Vincent D'Onofrio, Lee Byung-Hun, Manuel Garcia-Rulfo, Martin Sensmeier, Peter Sarsgaard, Haley Bennett                                                                                              | Action, Western                                                    | [ 210 ] [ 211 ]       |
| S E P T E M B E R     | 30                    | Deepwater Horizon                                 | USA                                                                                | Regi: Peter Berg; Med: Mark Wahlberg, Kurt Russell, John Malkovich, Gina Rodriguez, Dylan O'Brien, Kate Hudson | Biografi, Katastrof, Thriller                                      | [ 212 ] [ 213 ]       |
| S E P T E M B E R     | 30                    | Jag älskar dig – en skilsmässokomedi              | Sverige                                                                            | Regi: Johan Brisinger; Med: Björn Kjellman, Christine Meltzer, Nour El Refai, Sven-Bertil Taube, Rodolfo Corsato, William Spetz, Martina Haag | Komedi                                                             | [ 214 ] [ 215 ]       |
| S E P T E M B E R     | 30                    | Min pappa Toni Erdmann                            | Tyskland · Österrike                                                               | Regi: Maren Ade; Med: Peter Simonischek, Sandra Hüller, Michael Wittenborn, Thomas Loibl, Trystan Pütter, Hadewych Minis, Lucy Russell, Ingrid Bisu, Vlad Ivanov, Victoria Cocias                                                                                           | Drama, Komedi                                                      | [ 216 ] [ 217 ]       |
| S E P T E M B E R     | 30                    | Miss Peregrines hem för besynnerliga barn         | USA · Belgien · Storbritannien                                                     | Regi: Tim Burton; Med: Eva Green, Asa Butterfield, Chris O'Dowd, Allison Janney, Rupert Everett, Terence Stamp, Ella Purnell, Judi Dench, Samuel L. Jackson | Fantasy, Äventyr                                                   | [ 218 ] [ 219 ]       |
| S E P T E M B E R     | 30                    | Siv sover vilse                                   | Sverige · Nederländerna                                                            | Regi: Catti Edfeldt & Lena Hanno; Med: Astrid Lövgren, Lilly Brown, Sofia Ledarp, Henrik Gustafsson, Valter Skarsgård, Barry Atsma, Annemarie Prins, Bianca Kronlöf, Nour El Refai                                                                                          | Familj                                                             | [ 220 ] [ 221 ]       |
| O K T O B E R         | 7                     | Café Society                                      | USA                                                                                | Regi: Woody Allen; Med: Jeannie Berlin, Steve Carell, Jesse Eisenberg, Blake Lively, Parker Posey, Kristen Stewart, Corey Stoll, Ken Stott | Drama, Komedi, Romantik                                            | [ 222 ] [ 223 ]       |
| O K T O B E R         | 7                     | Masterminds                                       | USA                                                                                | Regi: Jared Hess; Med: Zach Galifianakis, Owen Wilson, Kristen Wiig, Kate McKinnon, Leslie Jones, Jason Sudeikis | Komedi, Kriminal, Kupp                                             | [ 224 ] [ 225 ]       |
| O K T O B E R         | 7                     | Medan vi lever                                    | Sverige                                                                            | Regi: Dani Kouyaté; Med: Josette Bushell-Mingo, Adam Kanyama, Richard Sseruwagi, Marika Lindström, Sten Ljunggren | Drama                                                              | [ 226 ] [ 227 ]       |
| O K T O B E R         | 7                     | Storkarna                                         | USA                                                                                | Regi: Nicholas Stoller & Doug Sweetland; Med: Andy Samberg, Katie Crown, Kelsey Grammer, Keegan-Michael Key, Jordan Peele, Anton Starkman, Jennifer Aniston, Ty Burrell, Danny Trejo, Stephen Kramer Glickman                                                               | Animation, Barn, Fantasy, Komedi, Äventyr                          | [ 228 ] [ 229 ]       |
| O K T O B E R         | 14                    | Imorgon                                           | Frankrike                                                                          | Regi: Cyril Dion & Mélanie Laurent | Dokumentär                                                         | [ 230 ] [ 231 ]       |
| O K T O B E R         | 14                    | Inferno                                           | USA · Japan · Turkiet · Ungern                                                     | Regi: Ron Howard; Med: Tom Hanks, Felicity Jones, Omar Sy, Ben Foster, Sidse Babett Knudsen, Irrfan Khan | Mysterium, Thriller                                                | [ 232 ] [ 233 ]       |
| O K T O B E R         | 14                    | Jätten                                            | Sverige · Danmark                                                                  | Regi: Johannes Nyholm; Med: Christian Andrén | Drama                                                              | [ 234 ] [ 235 ]       |
| O K T O B E R         | 14                    | Mr. Gaga                                          | Israel · Sverige · Tyskland · Nederländerna                                        | Regi: Tomer Heymann; Med: Ohad Naharin | Dokumentär                                                         | [ 236 ] [ 237 ]       |
| O K T O B E R         | 14                    | Peter och draken Elliott                          | USA                                                                                | Regi: David Lowery; Med: Bryce Dallas Howard, Oakes Fegley, Wes Bentley, Karl Urban, Oona Laurence, Robert Redford | Fantasy, Äventyr                                                   | [ 238 ] [ 239 ]       |
| O K T O B E R         | 21                    | Jack Reacher 2: Never Go Back                     | USA · Kina                                                                         | Regi: Edward Zwick; Med: Tom Cruise, Cobie Smulders, Patrick Heusinger, Aldis Hodge, Danika Yarosh. Holt McCallany | Action, Kriminal, Thriller                                         | [ 240 ] [ 241 ]       |
| O K T O B E R         | 21                    | Julieta                                           | Spanien                                                                            | Regi: Pedro Almodóvar; Med: Emma Suárez, Adriana Ugarte | Drama                                                              | [ 242 ] [ 243 ]       |
| O K T O B E R         | 21                    | Odjuret och hans lärling                          | Japan                                                                              | Regi: Mamoru Hosoda; Med: Kōji Yakusho, Aoi Miyazaki, Shōta Sometani, Suzu Hirose | Animation, Action, Fantasy, Äventyr                                | [ 244 ] [ 245 ]       |
| O K T O B E R         | 21                    | Ouija: Origin of Evil                             | USA                                                                                | Regi: Mike Flanagan; Med: Elizabeth Reaser, Annalise Basso, Lulu Wilson, Henry Thomas, Parker Mack, Doug Jones | Skräck                                                             | [ 246 ] [ 247 ]       |
| O K T O B E R         | 21                    | Upp i det blå                                     | Sverige                                                                            | Regi: Petter Lennstrand; Med: Mira Forsell, Adam Lundgren, Shebly Niavarani, Ida Engvoll, Gustav Funck, Petter Lennstrand, Susanne Thorson, Eric Ericson, Niklas Hermansson, Björn Carlberg                                                                                 | Familj, Komedi, Sci-Fi                                             | [ 248 ] [ 249 ]       |
| O K T O B E R         | 26                    | Morran & Tobias - Som en skänk från ovan          | Sverige                                                                            | Regi: Mats Lindberg; Med: Robert Gustafsson, Johan Rheborg | Komedi                                                             | [ 250 ] [ 251 ]       |
| O K T O B E R         | 28                    | Ae Dil Hai Mushkil                                | Indien                                                                             | Regi: Karan Johar; Med: Aishwarya Rai Bachchan, Ranbir Kapoor, Anushka Sharma | Drama, Romantik                                                    | [ 252 ]               |
| O K T O B E R         | 28                    | Dagen efter denna                                 | Frankrike · Tyskland                                                               | Regi: Mia Hansen-Løve; Med: Isabelle Huppert | Drama                                                              | [ 253 ] [ 254 ]       |
| O K T O B E R         | 28                    | Doctor Strange                                    | USA                                                                                | Regi: Scott Derrickson; Med: Benedict Cumberbatch, Chiwetel Ejiofor, Rachel McAdams, Benedict Wong, Michael Stuhlbarg, Benjamin Bratt, Scott Adkins, Mads Mikkelsen, Tilda Swinton                                                                                          | Action, Fantasy, Sci-Fi, Superhjälte, Äventyr                      | [ 255 ] [ 256 ]       |
| O K T O B E R         | 28                    | Mitt liv som zucchini                             | Schweiz · Frankrike                                                                | Regi: Claude Barras | Animation                                                          | [ 257 ] [ 258 ]       |
| O K T O B E R         | 28                    | Tjuvjägaren                                       | Sverige                                                                            | Regi: John Thornblad; Med: Ylva Lööf, Niklas Falk, Ingemar Carlehed, Annica Liljeblad, Lennart Hjulström, Gunilla Nyroos, Sven-Åke Gustavsson | Drama, Komedi                                                      | [ 259 ] [ 260 ]       |
| O K T O B E R         | 28                    | Trolls                                            | USA                                                                                | Regi: Mike Mitchell; Med: Anna Kendrick, Justin Timberlake, Zooey Deschanel, Russell Brand, James Corden, Gwen Stefani | Animation, Barn, Fantasy, Komedi, Musikal                          | [ 261 ] [ 262 ]       |
| N O V E M B E R       | 2                     | Ensam i Berlin                                    | Tyskland · Storbritannien · Frankrike                                              | Regi: Vincent Pérez; Med: Emma Thompson, Brendan Gleeson, Daniel Brühl, Mikael Persbrandt, Katharina Schüttler | Drama, Krig                                                        | [ 263 ] [ 264 ]       |
| N O V E M B E R       | 4                     | 3000 nätter                                       | Libanon · Frankrike · Palestina (stat) · Jordanien · Förenade arabemiraten · Qatar | Regi: Mai Masri; Med: Maisa Abd Elhadi | Drama                                                              | [ 265 ] [ 266 ]       |
| N O V E M B E R       | 4                     | The Accountant                                    | USA                                                                                | Regi: Gavin O'Connor; Med: Ben Affleck, Anna Kendrick, J.K. Simmons, Jon Bernthal, Jeffrey Tambor, John Lithgow | Action, Kriminal, Mysterium, Thriller                              | [ 267 ] [ 268 ]       |
| N O V E M B E R       | 4                     | Behemoth                                          | Frankrike                                                                          | Regi: Zhao Liang | Dokumentär                                                         | [ 269 ] [ 270 ]       |
| N O V E M B E R       | 4                     | Hacksaw Ridge                                     | USA · Australien                                                                   | Regi: Mel Gibson; Med: Andrew Garfield, Sam Worthington, Luke Bracey, Teresa Palmer, Hugo Weaving, Rachel Griffiths, Vince Vaughn | Biografi, Drama, Krig                                              | [ 271 ] [ 272 ]       |
| N O V E M B E R       | 4                     | Kärleken är störst                                | Frankrike                                                                          | Regi: Laurent Tirard; Med: Jean Dujardin, Virginie Efira | Komedi, Romantik                                                   | [ 273 ] [ 274 ]       |
| N O V E M B E R       | 9                     | Kvinnan på tåget                                  | USA                                                                                | Regi: Tate Taylor; Med: Emily Blunt, Rebecca Ferguson, Haley Bennett, Justin Theroux, Luke Evans, Allison Janney, Édgar Ramírez, Lisa Kudrow | Drama, Mysterium, Romantik, Thriller                               | [ 275 ] [ 276 ]       |
| N O V E M B E R       | 11                    | Familjen Jul i Tomteland                          | Danmark                                                                            | Regi: Carsten Rudolf; Med: Marie Askehave, Paw Henriksen, Sofie Lassen-Kahlke, Pelle Falk Krusbæk, Liv Leman Brandorf, Herman Knop | Familj                                                             | [ 277 ] [ 278 ]       |
| N O V E M B E R       | 11                    | Flykten till framtiden                            | Sverige                                                                            | Regi: Jaana Fomin & Ulf Malmros; Med: Victoria Dyrstad, Henrik Dorsin, Elias Palin | Drama, Komedi                                                      | [ 279 ] [ 280 ]       |
| N O V E M B E R       | 16                    | Fantastiska vidunder och var man hittar dem       | USA · Storbritannien                                                               | Regi: David Yates; Med: Eddie Redmayne, Katherine Waterston, Dan Fogler, Alison Sudol, Ezra Miller, Samantha Morton, Jon Voight, Carmen Ejogo, Colin Farrell | Action, Drama, Fantasy, Äventyr                                    | [ 281 ] [ 282 ]       |
| N O V E M B E R       | 18                    | Cezanne och Zola                                  | Frankrike                                                                          | Regi: Danièle Thompson; Med: Guillaume Canet, Guillaume Gallienne, Alice Pol, Déborah François, Sabine Azéma | Biografi, Drama                                                    | [ 283 ] [ 284 ]       |
| N O V E M B E R       | 18                    | Indignation                                       | USA                                                                                | Regi: James Schamus; Med: Logan Lerman, Sarah Gadon, Tracy Letts, Linda Emond, Danny Burstein, Ben Rosenfield, Pico Alexander, Philip Ettinger, Noah Robbins | Drama                                                              | [ 285 ] [ 286 ]       |
| N O V E M B E R       | 18                    | Nocturnal Animals                                 | USA                                                                                | Regi: Tom Ford; Med: Amy Adams, Jake Gyllenhaal, Michael Shannon, Aaron Taylor-Johnson, Isla Fisher, Armie Hammer, Laura Linney, Andrea Riseborough, Michael Sheen | Drama, Psykologi, Thriller                                         | [ 287 ] [ 288 ]       |
| N O V E M B E R       | 25                    | 24 veckor                                         | Tyskland                                                                           | Regi: Anne Zohra Berrached; Med: Julia Jentsch, Bjarne Mädel | Drama                                                              | [ 289 ] [ 290 ]       |
| N O V E M B E R       | 25                    | Allied                                            | Storbritannien · USA                                                               | Regi: Robert Zemeckis; Med: Brad Pitt, Marion Cotillard, Jared Harris, Simon McBurney, Lizzy Caplan | Krig, Romantik, Spion, Thriller                                    | [ 291 ] [ 292 ]       |
| N O V E M B E R       | 25                    | Bad Santa 2                                       | USA                                                                                | Regi: Mark Waters; Med: Billy Bob Thornton, Kathy Bates, Tony Cox, Christina Hendricks, Brett Kelly | Jul, Komedi, Kriminal                                              | [ 293 ] [ 294 ]       |
| N O V E M B E R       | 25                    | Hell or High Water                                | USA                                                                                | Regi: David Mackenzie; Med: Jeff Bridges, Chris Pine, Ben Foster, Gil Birmingham | Kriminal, Kupp                                                     | [ 295 ] [ 296 ]       |
| N O V E M B E R       | 25                    | Little Men                                        | USA · Grekland                                                                     | Regi: Ira Sachs; Med: Greg Kinnear, Paulina García, Jennifer Ehle, Theo Taplitz, Michael Barbieri, Talia Balsam | Drama                                                              | [ 297 ] [ 298 ]       |
| N O V E M B E R       | 25                    | Mannen från Snåsa                                 | Norge                                                                              | Regi: Margreth Olin; Med: Joralf Gjerstad | Dokumentär                                                         | [ 299 ] [ 300 ]       |
| N O V E M B E R       | 25                    | Pettson & Findus – Juligheter                     | Tyskland                                                                           | Regi: Ali Samadi Ahadi; Med: Marianne Sägebrecht, Stefan Kurt, Max Herbrechter | Familj                                                             | [ 301 ] [ 302 ]       |
| N O V E M B E R       | 25                    | Sju minuter efter midnatt                         | Spanien · USA · Storbritannien · Kanada                                            | Regi: J.A. Bayona; Med: Sigourney Weaver, Felicity Jones, Toby Kebbell, Lewis MacDougall, Liam Neeson | Drama, Fantasy                                                     | [ 303 ] [ 304 ]       |
| N O V E M B E R       | 25                    | Viva                                              | Irland                                                                             | Regi: Paddy Breathnach; Med: Héctor Medina | Drama                                                              | [ 305 ] [ 306 ]       |
| D E C E M B E R       | 2                     | Adult Life Skills                                 | Storbritannien                                                                     | Regi: Rachel Tunnard; Med: Jodie Whittaker, Ozzy Myers, Brett Goldstein, Alice Lowe, Lorraine Ashbourne, Eileen Davies, Edward Hogg, Rachael Deering | Komedi                                                             | [ 307 ] [ 308 ]       |
| D E C E M B E R       | 2                     | American Honey                                    | USA · Storbritannien                                                               | Regi: Andrea Arnold; Med: Sasha Lane, Shia LaBeouf, Riley Keough | Drama                                                              | [ 309 ] [ 310 ]       |
| D E C E M B E R       | 2                     | Arrival                                           | USA                                                                                | Regi: Denis Villeneuve; Med: Amy Adams, Jeremy Renner, Forest Whitaker, Michael Stuhlbarg | Drama, Sci-Fi                                                      | [ 311 ] [ 312 ]       |
| D E C E M B E R       | 2                     | Fyren mellan haven                                | Storbritannien · USA · Indien                                                      | Regi: Derek Cianfrance; Med: Michael Fassbender, Alicia Vikander, Rachel Weisz, Bryan Brown, Jack Thompson | Drama, Historik, Kostym, Romantik                                  | [ 313 ] [ 314 ]       |
| D E C E M B E R       | 2                     | Monsieur Chocolat                                 | Frankrike                                                                          | Regi: Roschdy Zem; Med: Omar Sy, James Thiérrée | Biografi, Drama                                                    | [ 315 ] [ 316 ]       |
| D E C E M B E R       | 2                     | Rädda tomten                                      | Danmark · Sverige                                                                  | Regi: Jacob Ley | Animation, Familj                                                  | [ 317 ] [ 318 ]       |
| D E C E M B E R       | 7                     | Office Christmas Party                            | USA                                                                                | Regi: Josh Gordon & Will Speck; Med: Jason Bateman, Olivia Munn, T.J. Miller, Jillian Bell, Vanessa Bayer, Courtney B. Vance, Rob Corddry, Sam Richardson, Randall Park, Kate McKinnon, Jennifer Aniston                                                                    | Jul, Komedi                                                        | [ 319 ] [ 320 ]       |
| D E C E M B E R       | 9                     | Agnus Dei                                         | Frankrike · Polen                                                                  | Regi: Anne Fontaine; Med: Lou de Laâge, Agata Kulesza, Agata Buzek, Vincent Macaigne | Drama                                                              | [ 321 ] [ 322 ]       |
| D E C E M B E R       | 9                     | Befikre                                           | Indien                                                                             | Regi: Aditya Chopra; Med: Ranveer Singh, Vaani Kapoor | Drama, Komedi, Romantik                                            | [ 323 ]               |
| D E C E M B E R       | 9                     | Jag, Daniel Blake                                 | Storbritannien · Frankrike · Belgien                                               | Regi: Ken Loach; Med: Dave Johns, Hayley Squires, Dylan McKiernan, Briana Shann | Drama                                                              | [ 324 ] [ 325 ]       |
| D E C E M B E R       | 9                     | Underworld: Blood Wars                            | USA                                                                                | Regi: Anna Foerster; Med: Kate Beckinsale, Theo James, Tobias Menzies, Lara Pulver, Peter Andersson, Clementine Nicholson, Bradley James, Charles Dance | Action, Skräck, Thriller                                           | [ 326 ] [ 327 ]       |
| D E C E M B E R       | 14                    | Rogue One: A Star Wars Story                      | USA                                                                                | Regi: Gareth Edwards; Med: Felicity Jones, Diego Luna, Ben Mendelsohn, Donnie Yen, Mads Mikkelsen, Alan Tudyk, Riz Ahmed, Jiang Wen, Forest Whitaker | Action, Krig, Rymd, Sci-Fi, Thriller, Äventyr                      | [ 328 ] [ 329 ]       |
| D E C E M B E R       | 16                    | Dansaren                                          | Frankrike · Belgien · Tjeckien                                                     | Regi: Stéphanie Di Giusto; Med: Soko, Gaspard Ulliel, Mélanie Thierry, Lily-Rose Depp, François Damiens, Louis Garrel, William Houston | Biografi, Drama, Musikal                                           | [ 330 ] [ 331 ]       |
| D E C E M B E R       | 16                    | Päron och lavendel                                | Frankrike                                                                          | Regi: Éric Besnard; Med: Virginie Efira, Benjamin Lavernhe | Drama, Komedi, Romantik                                            | [ 332 ] [ 333 ]       |
| D E C E M B E R       | 21                    | Passengers                                        | USA                                                                                | Regi: Morten Tyldum; Med: Jennifer Lawrence, Chris Pratt, Michael Sheen, Laurence Fishburne, Andy García | Romantik, Rymd, Sci-Fi, Thriller, Äventyr                          | [ 334 ] [ 335 ]       |
| D E C E M B E R       | 21                    | Sing                                              | USA                                                                                | Regi: Garth Jennings; Med: Matthew McConaughey, Reese Witherspoon, Seth MacFarlane, Scarlett Johansson, John C. Reilly, Tori Kelly, Taron Egerton, Nick Kroll | Animation, Komedi, Musikal                                         | [ 336 ] [ 337 ]       |
| D E C E M B E R       | 23                    | Manchester by the Sea                             | USA                                                                                | Regi: Kenneth Lonergan; Med: Casey Affleck, Michelle Williams, Kyle Chandler, Gretchen Mol, Lucas Hedges | Drama                                                              | [ 338 ] [ 339 ]       |
| D E C E M B E R       | 25                    | Bamse och häxans dotter                           | Sverige                                                                            | Regi: Christian Ryltenius & Maria Blom; Med: Peter Haber, Steve Kratz, Morgan Alling, Jonas Karlsson, Laura Jonstoij Berg, Tea Stjärne, Maria Langhammer, Tomas Bolme | Barn, Familj                                                       | [ 340 ] [ 341 ]       |
| D E C E M B E R       | 25                    | Hundraettåringen som smet från notan och försvann | Sverige                                                                            | Regi: Felix Herngren & Måns Herngren; Med: Robert Gustafsson, Iwar Wiklander, David Wiberg, Shima Niavarani, Jens Hultén, Ralph Carlsson | Komedi, Äventyr                                                    | [ 342 ] [ 343 ]       |
| D E C E M B E R       | 25                    | Lion                                              | Australien                                                                         | Regi: Garth Davis; Med: Dev Patel, Rooney Mara, David Wenham, Nicole Kidman, Abhishek Bharate, Divian Ladwa, Priyanka Bose, Deepti Naval, Tannishtha Chatterjee, Nawazuddin Siddiqui, Sunny Pawar                                                                           | Drama                                                              | [ 344 ] [ 345 ]       |
| D E C E M B E R       | 25                    | Why Him?                                          | USA                                                                                | Regi: John Hamburg; Med: James Franco, Bryan Cranston, Zoey Deutch, Megan Mullally, Griffin Gluck, Keegan-Michael Key | Komedi, Romantik                                                   | [ 346 ] [ 347 ]       |

## Avlidna
- 4 januari – Michel Galabru, 93, fransk skådespelare.
- 6 januari – Pat Harrington, Jr., 86, amerikansk skådespelare.
- 6 januari – Silvana Pampanini, 90, italiensk skådespelare.
- 9 januari – Angus Scrimm, 89, amerikansk skådespelare.
- 10 januari – David Bowie, 69, brittisk skådespelare och sångare.
- 14 januari – Franco Citti, 80, italiensk skådespelare.
- 14 januari – Alan Rickman, 69, brittisk skådespelare och regissör.
- 18 januari – Glenn Frey, 67, amerikansk skådespelare och sångare.
- 19 januari – Ettore Scola, 84, italiensk regissör och manusförfattare.
- 26 januari – Abe Vigoda, 94, amerikansk skådespelare.
- 29 januari – Jacques Rivette, 87, fransk regissör och manusförfattare.
- 30 januari – Frank Finlay, 89, brittisk skådespelare.
- 3 februari – Joe Alaskey, 63, amerikansk skådespelare.
- 15 februari – George Gaynes, 98, finsk-amerikansk skådespelare och sångare.
- 17 februari – Andrzej Żuławski, 75, polsk regissör och manusförfattare.
- 22 februari – Douglas Slocombe, 103, brittisk fotograf.
- 28 februari – George Kennedy, 91, amerikansk skådespelare.
- 6 mars – Nancy Reagan, 94, amerikansk skådespelare.
- 8 mars – Richard Davalos, 85, amerikansk skådespelare.
- 8 mars – George Martin, 90, brittisk kompositör och dirigent.
- 10 mars – Ken Adam, 95, brittisk-tysk scenograf.
- 10 mars – Keith Emerson, 71, brittisk-amerikansk kompositör.
- 16 mars – Frank Sinatra, Jr., 72, amerikansk skådespelare och sångare.
- 17 mars – Larry Drake, 66, amerikansk skådespelare.
- 29 mars – Patty Duke, 69, amerikansk skådespelare och sångerska.
- 31 mars – Ronnie Corbett, 85, brittisk skådespelare.
- 6 april – Merle Haggard, 79, amerikansk skådespelare och sångare.
- 17 april – Doris Roberts, 90, amerikansk skådespelare.
- 18 april – Eva Henning, 95, svensk skådespelare.
- 19 april – Ronit Elkabetz, 51, israelisk skådespelare och regissör.
- 20 april – Guy Hamilton, 93, brittisk regissör.
- 21 april – Prince, 57, amerikansk skådespelare, sångare, låtskrivare och regissör.
- 19 maj – Alexandre Astruc, 92, fransk regissör.
- 19 maj – Alan Young, 96, brittisk-kanadensisk-amerikansk skådespelare och röstskådespelare.
- 6 juni – Theresa Saldana, 61, amerikansk skådespelare.
- 6 juni – Peter Shaffer, 90, brittisk manusförfattare.
- 12 juni – Janet Waldo, 96, amerikansk skådespelare.
- 19 juni – Götz George, 77, tysk skådespelare.
- 19 juni – Anton Yelchin, 27, rysk-amerikansk skådespelare.
- 22 juni – Harry Rabinowitz, 100, brittisk dirigent.
- 25 juni – Nicole Courcel, 84, fransk skådespelare.
- 27 juni – Bud Spencer, 86, italiensk skådespelare.
- 2 juli – Michael Cimino, 77, amerikansk filmregissör, filmproducent och manusförfattare.[348]
- 4 juli – Abbas Kiarostami, 76, iransk regissör och manusförfattare.[349]
- 19 juli – Garry Marshall, 81, amerikansk regissör och skådespelare.
- 24 juli – Marni Nixon, 86, amerikansk skådespelare och sångare.
- 30 juli – Gloria DeHaven, 91, amerikansk skådespelare och sångare.
- 2 augusti – David Huddleston, 85, amerikansk skådespelare.
- 13 augusti – Kenny Baker, 81, brittisk skådespelare.
- 17 augusti – Arthur Hiller, 92, amerikansk filmregissör. (Love Story)[350]
- 29 augusti – Gene Wilder, 83, amerikansk skådespelare, regissör och manusförfattare.
- 1 september – Jon Polito, 65, amerikansk skådespelare.
- 3 september – Leslie H. Martinson, 101, amerikansk regissör.
- 5 september – Hugh O'Brian, 91, amerikansk skådespelare.
- 11 september – Alexis Arquette, 47, amerikansk skådespelare.
- 17 september – Charmian Carr, 73, amerikansk skådespelare.
- 20 september – Curtis Hanson, 71, amerikansk regissör och manusförfattare.
- 24 september – Bill Nunn, 62, amerikansk skådespelare.
- 26 september – Herschell Gordon Lewis, 87, amerikansk regissör och manusförfattare.
- 9 oktober – Andrzej Wajda, 90, polsk regissör och manusförfattare.
- 13 oktober – Dario Fo, 90, italiensk skådespelare.
- 14 oktober – Pierre Étaix, 87, fransk skådespelare, filmregissör och clown.
- 20 oktober – Michael Massee, 64, amerikansk skådespelare.
- 30 oktober – Don Marshall, 80, amerikansk skådespelare.
- 11 november – Robert Vaughn, 83, amerikansk skådespelare.
- 12 november – Lupita Tovar, 106, mexikansk-amerikansk skådespelare.
- 23 november – Andrew Sachs, 86, tysk skådespelare.
- 1 december – Don Calfa, 76, amerikansk skådespelare.
- 5 december – Jayalalithaa Jayaram, 68, indisk skådespelare.
- 6 december – Peter Vaughan, 93, brittisk skådespelare.
- 8 december – Joseph Mascolo, 87, amerikansk skådespelare.
- 13 december – Alan Thicke, 69, kanadensisk skådespelare.
- 14 december – Bernard Fox, 89, brittisk-amerikansk skådespelare.
- 18 december – Zsa Zsa Gabor, 99, ungersk-amerikansk skådespelare.
- 20 december – Michèle Morgan, 96, fransk skådespelare.
- 27 december – Carrie Fisher, 60, amerikansk skådespelare.
- 28 december – Debbie Reynolds, 84, amerikansk skådespelare.

### Fotnoter
1. ↑  ”2016 Worldwide Box Office”. Box Office Mojo. https://www.boxofficemojo.com/year/world/2016/. Läst 15 mars 2025.
2. ↑  ”Frågor och svar om Guldbaggen”. Guldbaggen. 15 mars 2015. http://guldbaggen.se/om-guldbaggen/fragor-och-svar-om-guldbaggen/. Läst 9 januari 2016.
3. ↑  ”The 29th European Film Awards in Wroclaw” (på engelska). European Film Academy. Arkiverad från originalet den 25 februari 2018. https://web.archive.org/web/20180225151711/https://europeanfilmacademy.org/Press-Releases-detail.12.0.html?&no_cache=1&tx_ttnews%5Btt_news%5D=484&cHash=9ae1acc57542ba6a06099ec9d16018ca. Läst 13 december 2016.
4. ↑  ”Daddy's Home (2015)”. Internet Movie Database. http://www.imdb.com/title/tt1528854/.
5. ↑  ”Daddy's Home (2015)”. Svensk Filmdatabas. http://www.svenskfilmdatabas.se/sv/item/?type=film&itemid=82495.
6. ↑  ”Den gode dinosaurien (2015)”. Internet Movie Database. http://www.imdb.com/title/tt1979388/.
7. ↑  ”The Good Dinosaur (2015)”. Svensk Filmdatabas. http://www.svenskfilmdatabas.se/sv/item/?type=film&itemid=82496.
8. ↑  ”In the Heart of the Sea (2015)”. Internet Movie Database. http://www.imdb.com/title/tt1390411/.
9. ↑  ”In the Heart of the Sea (2015)”. Svensk Filmdatabas. http://www.svenskfilmdatabas.se/sv/item/?type=film&itemid=82497.
10. ↑  ”Macbeth (2015)”. Internet Movie Database. http://www.imdb.com/title/tt2884018/.
11. ↑  ”Macbeth (2015)”. Svensk Filmdatabas. http://www.svenskfilmdatabas.se/sv/item/?type=film&itemid=82502.
12. ↑  ”The Hateful Eight (2015)”. Internet Movie Database. http://www.imdb.com/title/tt3460252/.
13. ↑  ”The Hateful Eight (2015)”. Svensk Filmdatabas. http://www.svenskfilmdatabas.se/sv/item/?type=film&itemid=82494.
14. ↑  ”The Assassin (2015)”. Internet Movie Database. http://www.imdb.com/title/tt3508840/.
15. ↑  ”Cike Nie Yin-niang (2015)”. Svensk Filmdatabas. http://www.svenskfilmdatabas.se/sv/item/?type=film&itemid=82523.
16. ↑  ”Suffragette (2015)”. Internet Movie Database. http://www.imdb.com/title/tt3077214/.
17. ↑  ”Suffragette (2015)”. Svensk Filmdatabas. http://www.svenskfilmdatabas.se/sv/item/?type=film&itemid=82519.
18. ↑  ”The 5th Wave (2016)”. Internet Movie Database. http://www.imdb.com/title/tt2304933/.
19. ↑  ”The 5th Wave (2016)”. Svensk Filmdatabas. http://www.svenskfilmdatabas.se/sv/item/?type=film&itemid=82566.
20. ↑  ”The Big Short (2015)”. Internet Movie Database. http://www.imdb.com/title/tt1596363/.
21. ↑  ”The Big Short (2015)”. Svensk Filmdatabas. http://www.svenskfilmdatabas.se/sv/item/?type=film&itemid=82563.
22. ↑  ”Steve Jobs (2015)”. Internet Movie Database. http://www.imdb.com/title/tt2080374/.
23. ↑  ”Steve Jobs (2015)”. Svensk Filmdatabas. http://www.svenskfilmdatabas.se/sv/item/?type=film&itemid=82565.
24. ↑  ”Sällskapet - El Club (2015)”. Internet Movie Database. http://www.imdb.com/title/tt4375438/.
25. ↑  ”El club (2015)”. Svensk Filmdatabas. http://www.svenskfilmdatabas.se/sv/item/?type=film&itemid=82564.
26. ↑  ”Youth (2015)”. Internet Movie Database. http://www.imdb.com/title/tt3312830/.
27. ↑  ”Youth (2015)”. Svensk Filmdatabas. http://www.svenskfilmdatabas.se/sv/item/?type=film&itemid=82562.
28. ↑  ”The Revenant (2015)”. Internet Movie Database. http://www.imdb.com/title/tt1663202/.
29. ↑  ”The Revenant (2015)”. Svensk Filmdatabas. http://www.svenskfilmdatabas.se/sv/item/?type=film&itemid=82578.
30. ↑  ”Alvin och gänget: Gasen i botten (2015)”. Internet Movie Database. http://www.imdb.com/title/tt2974918/.
31. ↑  ”Alvin and the Chipmunks: The Road Chip (2015)”. Svensk Filmdatabas. http://www.svenskfilmdatabas.se/sv/item/?type=film&itemid=82611.
32. ↑  ”Creed: The Legacy of Rocky (2015)”. Internet Movie Database. http://www.imdb.com/title/tt3076658/.
33. ↑  ”Creed (2015)”. Svensk Filmdatabas. http://www.svenskfilmdatabas.se/sv/item/?type=film&itemid=82610.
34. ↑  ”Point Break (2015)”. Internet Movie Database. http://www.imdb.com/title/tt2058673/.
35. ↑  ”Point Break (2015)”. Svensk Filmdatabas. http://www.svenskfilmdatabas.se/sv/item/?type=film&itemid=82568.
36. ↑  ”När molnen skingras (2016)”. Internet Movie Database. http://www.imdb.com/title/tt5345456/.
37. ↑  ”När molnen skingras (2016)”. Svensk Filmdatabas. http://www.svenskfilmdatabas.se/sv/item/?type=film&itemid=82445.
38. ↑  ”Anomalisa (2015)”. Internet Movie Database. http://www.imdb.com/title/tt2401878/.
39. ↑  ”Anomalisa (2015)”. Svensk Filmdatabas. http://www.svenskfilmdatabas.se/sv/item/?type=film&itemid=82641.
40. ↑  ”Deadpool (2016)”. Internet Movie Database. http://www.imdb.com/title/tt1431045/.
41. ↑  ”Deadpool (2016)”. Svensk Filmdatabas. http://www.svenskfilmdatabas.se/sv/item/?type=film&itemid=82642.
42. ↑  ”How to Be Single (2016)”. Internet Movie Database. http://www.imdb.com/title/tt1292566/.
43. ↑  ”How to Be Single (2016)”. Svensk Filmdatabas. http://www.svenskfilmdatabas.se/sv/item/?type=film&itemid=82643.
44. ↑  ”Spotlight (2015)”. Internet Movie Database. http://www.imdb.com/title/tt1895587/.
45. ↑  ”Spotlight (2015)”. Svensk Filmdatabas. http://www.svenskfilmdatabas.se/sv/item/?type=film&itemid=82637.
46. ↑  ”Trumbo (2015)”. Internet Movie Database. http://www.imdb.com/title/tt3203606/.
47. ↑  ”Trumbo (2015)”. Svensk Filmdatabas. http://www.svenskfilmdatabas.se/sv/item/?type=film&itemid=82639.
48. ↑  ”Zoolander 2 (2016)”. Internet Movie Database. http://www.imdb.com/title/tt1608290/.
49. ↑  ”Zoolander 2 (2016)”. Svensk Filmdatabas. http://www.svenskfilmdatabas.se/sv/item/?type=film&itemid=82638.
50. ↑  ”13 Hours (2016)”. Internet Movie Database. http://www.imdb.com/title/tt4172430/.
51. ↑  ”13 Hours: The Secret Soldiers of Benghazi (2016)”. Svensk Filmdatabas. http://www.svenskfilmdatabas.se/sv/item/?type=film&itemid=82666.
52. ↑  ”A Bigger Splash (2015)”. Internet Movie Database. http://www.imdb.com/title/tt2056771/.
53. ↑  ”A Bigger Splash (2015)”. Svensk Filmdatabas. http://www.svenskfilmdatabas.se/sv/item/?type=film&itemid=82670.
54. ↑  ”Hail, Caesar! (2016)”. Internet Movie Database. http://www.imdb.com/title/tt0475290/.
55. ↑  ”Hail, Caesar! (2016)”. Svensk Filmdatabas. http://www.svenskfilmdatabas.se/sv/item/?type=film&itemid=82673.
56. ↑  ”Grimsby (2016)”. Internet Movie Database. http://www.imdb.com/title/tt3381008/.
57. ↑  ”Grimsby (2016)”. Svensk Filmdatabas. http://www.svenskfilmdatabas.se/sv/item/?type=film&itemid=82702.
58. ↑  ”Zootropolis (2016)”. Internet Movie Database. http://www.imdb.com/title/tt2948356/.
59. ↑  ”Zootopia (2016)”. Svensk Filmdatabas. http://www.svenskfilmdatabas.se/sv/item/?type=film&itemid=82701.
60. ↑  ”Brooklyn (2015)”. Internet Movie Database. http://www.imdb.com/title/tt2381111/.
61. ↑  ”Brooklyn (2015)”. Svensk Filmdatabas. http://www.svenskfilmdatabas.se/sv/item/?type=film&itemid=82704.
62. ↑  ”London Has Fallen (2016)”. Internet Movie Database. http://www.imdb.com/title/tt3300542/.
63. ↑  ”London Has Fallen (2016)”. Svensk Filmdatabas. http://www.svenskfilmdatabas.se/sv/item/?type=film&itemid=82713.
64. ↑  ”Pride and Prejudice and Zombies (2016)”. Internet Movie Database. http://www.imdb.com/title/tt1374989/.
65. ↑  ”Pride and Prejudice and Zombies (2016)”. Svensk Filmdatabas. http://www.svenskfilmdatabas.se/sv/item/?type=film&itemid=82715.
66. ↑  ”Allegiant (2016)”. Internet Movie Database. http://www.imdb.com/title/tt3410834/.
67. ↑  ”The Divergent Series: Allegiant (2016)”. Svensk Filmdatabas. http://www.svenskfilmdatabas.se/sv/item/?type=film&itemid=82723.
68. ↑  ”Dirty Grandpa (2016)”. Internet Movie Database. http://www.imdb.com/title/tt1860213/.
69. ↑  ”Dirty Grandpa (2016)”. Svensk Filmdatabas. http://www.svenskfilmdatabas.se/sv/item/?type=film&itemid=82737.
70. ↑  ”Yarden (2016)”. Internet Movie Database. http://www.imdb.com/title/tt4898530/.
71. ↑  ”Yarden (2016)”. Svensk Filmdatabas. http://www.svenskfilmdatabas.se/sv/item/?type=film&itemid=76325.
72. ↑  ”Kung Fu Panda 3 (2016)”. Internet Movie Database. http://www.imdb.com/title/tt2267968/.
73. ↑  ”Kung Fu Panda 3 (2016)”. Svensk Filmdatabas. http://www.svenskfilmdatabas.se/sv/item/?type=film&itemid=82746.
74. ↑  ”Room (2015)”. Internet Movie Database. http://www.imdb.com/title/tt3170832/.
75. ↑  ”Room (2015)”. Svensk Filmdatabas. http://www.svenskfilmdatabas.se/sv/item/?type=film&itemid=82747.
76. ↑  ”Batman v Superman: Dawn of Justice (2016)”. Internet Movie Database. http://www.imdb.com/title/tt2975590/.
77. ↑  ”Batman v Superman: Dawn of Justice (2016)”. Svensk Filmdatabas. http://www.svenskfilmdatabas.se/sv/item/?type=film&itemid=82763.
78. ↑  ”Mitt stora feta grekiska bröllop 2 (2016)”. Internet Movie Database. http://www.imdb.com/title/tt3760922/.
79. ↑  ”My Big Fat Greek Wedding 2 (2016)”. Svensk Filmdatabas. http://www.svenskfilmdatabas.se/sv/item/?type=film&itemid=82765.
80. ↑  ”10 Cloverfield Lane (2016)”. Internet Movie Database. http://www.imdb.com/title/tt1179933/.
81. ↑  ”10 Cloverfield Lane (2016)”. Svensk Filmdatabas. http://www.svenskfilmdatabas.se/sv/item/?type=film&itemid=82787.
82. ↑  ”A Perfect Day (2015)”. Internet Movie Database. http://www.imdb.com/title/tt3577624/.
83. ↑  ”A Perfect Day (2015)”. Svensk Filmdatabas. http://www.svenskfilmdatabas.se/sv/item/?type=film&itemid=82776.
84. ↑  ”Hardcore (2015)”. Internet Movie Database. http://www.imdb.com/title/tt3072482/.
85. ↑  ”Chardkor (2015)”. Svensk Filmdatabas. http://www.svenskfilmdatabas.se/sv/item/?type=film&itemid=82796.
86. ↑  ”Bland män och får (2015)”. Internet Movie Database. http://www.imdb.com/title/tt3296658/.
87. ↑  ”Hrútar (2015)”. Svensk Filmdatabas. http://www.svenskfilmdatabas.se/sv/item/?type=film&itemid=82816.
88. ↑  ”The Snow White Chronicles - The Huntsman: Winter's War (2016)”. Internet Movie Database. http://www.imdb.com/title/tt2381991/.
89. ↑  ”The Huntsman: Winter's War (2016)”. Svensk Filmdatabas. http://www.svenskfilmdatabas.se/sv/item/?type=film&itemid=82818.
90. ↑  ”Klanen (2015)”. Internet Movie Database. http://www.imdb.com/title/tt4411504/.
91. ↑  ”El clan (2015)”. Svensk Filmdatabas. http://www.svenskfilmdatabas.se/sv/item/?type=film&itemid=82817.
92. ↑  ”Djungelboken (2016)”. Internet Movie Database. http://www.imdb.com/title/tt3040964/.
93. ↑  ”The Jungle Book (2016)”. Svensk Filmdatabas. http://www.svenskfilmdatabas.se/sv/item/?type=film&itemid=82869.
94. ↑  ”Flickan, mamman och demonerna (2016)”. Internet Movie Database. http://www.imdb.com/title/tt4841464/.
95. ↑  ”Flickan, mamman och demonerna (2016)”. Svensk Filmdatabas. http://www.svenskfilmdatabas.se/sv/item/?type=film&itemid=80135.
96. ↑  ”Bastille Day (2016)”. Internet Movie Database. http://www.imdb.com/title/tt2368619/.
97. ↑  ”Bastille Day (2016)”. Svensk Filmdatabas. http://www.svenskfilmdatabas.se/sv/item/?type=film&itemid=82938.
98. ↑  ”Den ljuva flykten (2015)”. Internet Movie Database. http://www.imdb.com/title/tt4163644/.
99. ↑  ”Comme un avion (2015)”. Svensk Filmdatabas. http://www.svenskfilmdatabas.se/sv/item/?type=film&itemid=82945.
100. ↑  ”Eye in the Sky (2015)”. Internet Movie Database. http://www.imdb.com/title/tt2057392/.
101. ↑  ”Eye in the Sky (2015)”. Svensk Filmdatabas. http://www.svenskfilmdatabas.se/sv/item/?type=film&itemid=82941.
102. ↑  ”Captain America: Civil War (2016)”. Internet Movie Database. http://www.imdb.com/title/tt3498820/.
103. ↑  ”Captain America: Civil War (2016)”. Svensk Filmdatabas. http://www.svenskfilmdatabas.se/sv/item/?type=film&itemid=82975.
104. ↑  ”Bad Neighbours 2 (2016)”. Internet Movie Database. http://www.imdb.com/title/tt4438848/.
105. ↑  ”Neighbors 2: Sorority Rising (2016)”. Svensk Filmdatabas. http://www.svenskfilmdatabas.se/sv/item/?type=film&itemid=83002.
106. ↑  ”Mother's Day (2016)”. Internet Movie Database. http://www.imdb.com/title/tt4824302/.
107. ↑  ”Mother's Day (2016)”. Svensk Filmdatabas. http://www.svenskfilmdatabas.se/sv/item/?type=film&itemid=83128.
108. ↑  ”The Angry Birds Movie (2016)”. Internet Movie Database. http://www.imdb.com/title/tt1985949/.
109. ↑  ”The Angry Birds Movie (2016)”. Svensk Filmdatabas. http://www.svenskfilmdatabas.se/sv/item/?type=film&itemid=83164.
110. ↑  ”Bumerang (2015)”. Internet Movie Database. http://www.imdb.com/title/tt3582040/.
111. ↑  ”Boomerang (2015)”. Svensk Filmdatabas. http://www.svenskfilmdatabas.se/sv/item/?type=film&itemid=83157.
112. ↑  ”Kungens hologram (2016)”. Internet Movie Database. http://www.imdb.com/title/tt2980210/.
113. ↑  ”A Hologram for the King (2016)”. Svensk Filmdatabas. http://www.svenskfilmdatabas.se/sv/item/?type=film&itemid=83153.
114. ↑  ”X-Men: Apocalypse (2016)”. Internet Movie Database. http://www.imdb.com/title/tt3385516/.
115. ↑  ”X-Men: Apocalypse (2016)”. Svensk Filmdatabas. http://www.svenskfilmdatabas.se/sv/item/?type=film&itemid=83201.
116. ↑  ”2 nätter till morgon (2015)”. Internet Movie Database. http://www.imdb.com/title/tt3828796/.
117. ↑  ”2 yötä aamuun (2016)”. Svensk Filmdatabas. http://www.svenskfilmdatabas.se/sv/item/?type=film&itemid=83202.
118. ↑  ”Alice i Spegellandet (2016)”. Internet Movie Database. http://www.imdb.com/title/tt2567026/.
119. ↑  ”Alice Through the Looking Glass (2016)”. Svensk Filmdatabas. http://www.svenskfilmdatabas.se/sv/item/?type=film&itemid=83212.
120. ↑  ”Robinson Crusoe (2016)”. Internet Movie Database. http://www.imdb.com/title/tt4731008/.
121. ↑  ”Robinson Crusoe (2016)”. Svensk Filmdatabas. http://www.svenskfilmdatabas.se/sv/item/?type=film&itemid=83226.
122. ↑  ”Warcraft: The Beginning (2016)”. Internet Movie Database. http://www.imdb.com/title/tt0803096/.
123. ↑  ”Warcraft (2016)”. Svensk Filmdatabas. http://www.svenskfilmdatabas.se/sv/item/?type=film&itemid=83224.
124. ↑  ”Money Monster (2016)”. Internet Movie Database. http://www.imdb.com/title/tt2241351/.
125. ↑  ”Money Monster (2016)”. Svensk Filmdatabas. http://www.svenskfilmdatabas.se/sv/item/?type=film&itemid=83237.
126. ↑  ”Pärlemorknappen (2015)”. Internet Movie Database. http://www.imdb.com/title/tt4377864/.
127. ↑  ”El botón de nácar (2015)”. Svensk Filmdatabas. http://www.svenskfilmdatabas.se/sv/item/?type=film&itemid=83242.
128. ↑  ”Teenage Mutant Ninja Turtles: Out of the Shadows (2016)”. Internet Movie Database. http://www.imdb.com/title/tt3949660/.
129. ↑  ”Teenage Mutant Ninja Turtles: Out of the Shadows (2016)”. Svensk Filmdatabas. http://www.svenskfilmdatabas.se/sv/item/?type=film&itemid=83238.
130. ↑  ”The Conjuring 2 (2016)”. Internet Movie Database. http://www.imdb.com/title/tt3065204/.
131. ↑  ”The Conjuring 2 (2016)”. Svensk Filmdatabas. http://www.svenskfilmdatabas.se/sv/item/?type=film&itemid=85672.
132. ↑  ”The Nice Guys (2016)”. Internet Movie Database. http://www.imdb.com/title/tt3799694/.
133. ↑  ”The Nice Guys (2016)”. Svensk Filmdatabas. http://www.svenskfilmdatabas.se/sv/item/?type=film&itemid=85671.
134. ↑  ”The Neon Demon (2016)”. Internet Movie Database. http://www.imdb.com/title/tt1974419/.
135. ↑  ”The Neon Demon (2016)”. Svensk Filmdatabas. http://www.svenskfilmdatabas.se/sv/item/?type=film&itemid=85676.
136. ↑  ”Now You See Me 2 (2016)”. Internet Movie Database. http://www.imdb.com/title/tt3110958/.
137. ↑  ”Now You See Me 2 (2016)”. Svensk Filmdatabas. http://www.svenskfilmdatabas.se/sv/item/?type=film&itemid=85684.
138. ↑  ”Central Intelligence (2016)”. Internet Movie Database. http://www.imdb.com/title/tt1489889/.
139. ↑  ”Central Intelligence (2016)”. Svensk Filmdatabas. http://www.svenskfilmdatabas.se/sv/item/?type=film&itemid=85689.
140. ↑  ”Livet efter dig (2016)”. Internet Movie Database. http://www.imdb.com/title/tt2674426/.
141. ↑  ”Me Before You (2016)”. Svensk Filmdatabas. http://www.svenskfilmdatabas.se/sv/item/?type=film&itemid=85687.
142. ↑  ”Saint Amour (2016)”. Internet Movie Database. http://www.imdb.com/title/tt4589186/.
143. ↑  ”Saint Amor (2016)”. Svensk Filmdatabas. http://www.svenskfilmdatabas.se/sv/item/?type=film&itemid=85688.
144. ↑  ”Barbershop 3 (2016)”. Internet Movie Database. http://www.imdb.com/title/tt3628584/.
145. ↑  ”Barbershop: The Next Cut (2016)”. Svensk Filmdatabas. http://www.svenskfilmdatabas.se/sv/item/?type=film&itemid=85691.
146. ↑  ”Independence Day: Återkomsten (2016)”. Internet Movie Database. http://www.imdb.com/title/tt1628841/.
147. ↑  ”Independence Day: Resurgence (2016)”. Svensk Filmdatabas. http://www.svenskfilmdatabas.se/sv/item/?type=film&itemid=85699.
148. ↑  ”The Purge: Election Year (2016)”. Internet Movie Database. http://www.imdb.com/title/tt4094724/.
149. ↑  ”The Purge: Election Year (2016)”. Svensk Filmdatabas. http://www.svenskfilmdatabas.se/sv/item/?type=film&itemid=85707.
150. ↑  ”Angry Indian Goddesses (2015)”. Internet Movie Database. http://www.imdb.com/title/tt3368222/.
151. ↑  ”Angry Indian Goddesses (2015)”. Svensk Filmdatabas. http://www.svenskfilmdatabas.se/sv/item/?type=film&itemid=85711.
152. ↑  ”Ice Age: Scratattack (2016)”. Internet Movie Database. http://www.imdb.com/title/tt3416828/.
153. ↑  ”Ice Age: Collision Course (2016)”. Svensk Filmdatabas. Arkiverad från originalet den 27 november 2016. https://web.archive.org/web/20161127215234/http://www.svenskfilmdatabas.se/sv/item/?type=film&itemid=85712.
154. ↑  ”Legenden om Tarzan (2016)”. Internet Movie Database. http://www.imdb.com/title/tt0918940/.
155. ↑  ”The Legend of Tarzan (2016)”. Svensk Filmdatabas. http://www.svenskfilmdatabas.se/sv/item/?type=film&itemid=85716.
156. ↑  ”Star Trek Beyond (2016)”. Internet Movie Database. http://www.imdb.com/title/tt2660888/.
157. ↑  ”Star Trek Beyond (2016)”. Svensk Filmdatabas. http://www.svenskfilmdatabas.se/sv/item/?type=film&itemid=85725.
158. ↑  ”SVJ - Stora vänliga jätten (2016)”. Internet Movie Database. http://www.imdb.com/title/tt3691740/.
159. ↑  ”The BFG (2016)”. Svensk Filmdatabas. http://www.svenskfilmdatabas.se/sv/item/?type=film&itemid=85728.
160. ↑  ”Ghostbusters (2016)”. Internet Movie Database. http://www.imdb.com/title/tt1289401/.
161. ↑  ”Ghostbusters (2016)”. Svensk Filmdatabas. http://www.svenskfilmdatabas.se/sv/item/?type=film&itemid=85730.
162. ↑  ”Jason Bourne (2016)”. Internet Movie Database. http://www.imdb.com/title/tt4196776/.
163. ↑  ”Jason Bourne (2016)”. Svensk Filmdatabas. http://www.svenskfilmdatabas.se/sv/item/?type=film&itemid=85731.
164. ↑  ”Husdjurens hemliga liv (2016)”. Internet Movie Database. http://www.imdb.com/title/tt2709768/.
165. ↑  ”The Secret Life of Pets (2016)”. Svensk Filmdatabas. http://www.svenskfilmdatabas.se/sv/item/?type=film&itemid=85751.
166. ↑  ”Suicide Squad (2016)”. Internet Movie Database. http://www.imdb.com/title/tt1386697/.
167. ↑  ”Suicide Squad (2016)”. Svensk Filmdatabas. http://www.svenskfilmdatabas.se/sv/item/?type=film&itemid=85749.
168. ↑  ”Bad Moms (2016)”. Internet Movie Database. http://www.imdb.com/title/tt4651520/.
169. ↑  ”Bad Moms (2016)”. Svensk Filmdatabas. http://www.svenskfilmdatabas.se/sv/item/?type=film&itemid=85755.
170. ↑  ”Läkaren på landet (2016)”. Internet Movie Database. http://www.imdb.com/title/tt5078326/.
171. ↑  ”Médecin de campagne (2016)”. Svensk Filmdatabas. http://www.svenskfilmdatabas.se/sv/item/?type=film&itemid=85759.
172. ↑  ”Walk with Me (2016)”. Internet Movie Database. http://www.imdb.com/title/tt4675926/.
173. ↑  ”De standhaftige (2015)”. Svensk Filmdatabas. http://www.svenskfilmdatabas.se/sv/item/?type=film&itemid=79580.
174. ↑  ”Sausage Party (2016)”. Internet Movie Database. http://www.imdb.com/title/tt1700841/.
175. ↑  ”Sausage Party (2016)”. Svensk Filmdatabas. http://www.svenskfilmdatabas.se/sv/item/?type=film&itemid=85760.
176. ↑  ”Alena (2015)”. Internet Movie Database. http://www.imdb.com/title/tt3792884/.
177. ↑  ”Alena (2016)”. Svensk Filmdatabas. http://www.svenskfilmdatabas.se/sv/item/?type=film&itemid=85714.
178. ↑  ”Medan vi drömde (2015)”. Internet Movie Database. http://www.imdb.com/title/tt3306858/.
179. ↑  ”Als wir träumten (2015)”. Svensk Filmdatabas. http://www.svenskfilmdatabas.se/sv/item/?type=film&itemid=85762.
180. ↑  ”Ardennerna (2015)”. Internet Movie Database. http://www.imdb.com/title/tt2586118/.
181. ↑  ”D'Ardennen (2015)”. Svensk Filmdatabas. http://www.svenskfilmdatabas.se/sv/item/?type=film&itemid=85778.
182. ↑  ”Florence Foster Jenkins (2016)”. Internet Movie Database. http://www.imdb.com/title/tt4136084/.
183. ↑  ”Florence Foster Jenkins (2016)”. Svensk Filmdatabas. http://www.svenskfilmdatabas.se/sv/item/?type=film&itemid=85770.
184. ↑  ”Förbjuden kärlek (2016)”. Internet Movie Database. http://www.imdb.com/title/tt6005670/.
185. ↑  ”Förbjuden kärlek (2016)”. Svensk Filmdatabas. http://www.svenskfilmdatabas.se/sv/item/?type=film&itemid=69747.
186. ↑  ”Hitta Doris (2016)”. Internet Movie Database. http://www.imdb.com/title/tt2277860/.
187. ↑  ”Finding Dory (2016)”. Svensk Filmdatabas. http://www.svenskfilmdatabas.se/sv/item/?type=film&itemid=85771.
188. ↑  ”Stulna blickar (2015)”. Internet Movie Database. http://www.imdb.com/title/tt4721400/.
189. ↑  ”Desde allá (2015)”. Svensk Filmdatabas. http://www.svenskfilmdatabas.se/sv/item/?type=film&itemid=85772.
190. ↑  ”Absolutely Fabulous: The Movie (2016)”. Internet Movie Database. http://www.imdb.com/title/tt2112096/.
191. ↑  ”Absolutely Fabulous: The Movie (2016)”. Svensk Filmdatabas. http://www.svenskfilmdatabas.se/sv/item/?type=film&itemid=85792.
192. ↑  ”Ben-Hur (2016)”. Internet Movie Database. http://www.imdb.com/title/tt2638144/.
193. ↑  ”Ben-Hur (2016)”. Svensk Filmdatabas. http://www.svenskfilmdatabas.se/sv/item/?type=film&itemid=85789.
194. ↑  ”Don't Breathe (2016)”. Internet Movie Database. http://www.imdb.com/title/tt4160708/.
195. ↑  ”Don't Breathe (2016)”. Svensk Filmdatabas. http://www.svenskfilmdatabas.se/sv/item/?type=film&itemid=85794.
196. ↑  ”Den allvarsamma leken (2016)”. Internet Movie Database. http://www.imdb.com/title/tt2787570/.
197. ↑  ”Den allvarsamma leken (2016)”. Svensk Filmdatabas. http://www.svenskfilmdatabas.se/sv/item/?type=film&itemid=76464.
198. ↑  ”Sully (2016)”. Internet Movie Database. http://www.imdb.com/title/tt3263904/.
199. ↑  ”Sully (2016)”. Svensk Filmdatabas. http://www.svenskfilmdatabas.se/sv/item/?type=film&itemid=85828.
200. ↑  ”Bridget Jones's Baby (2016)”. Internet Movie Database. http://www.imdb.com/title/tt1473832/.
201. ↑  ”Bridget Jones' Baby (2016)”. Svensk Filmdatabas. http://www.svenskfilmdatabas.se/sv/item/?type=film&itemid=85926.
202. ↑  ”Snowden (2016)”. Internet Movie Database. http://www.imdb.com/title/tt3774114/.
203. ↑  ”Snowden (2016)”. Svensk Filmdatabas. http://www.svenskfilmdatabas.se/sv/item/?type=film&itemid=85936.
204. ↑  ”Blair Witch (2016)”. Internet Movie Database. http://www.imdb.com/title/tt1540011/.
205. ↑  ”Blair Witch (2016)”. Svensk Filmdatabas. http://www.svenskfilmdatabas.se/sv/item/?type=film&itemid=85948.
206. ↑  ”Kubo och de två strängarna (2016)”. Internet Movie Database. http://www.imdb.com/title/tt4302938/.
207. ↑  ”Kubo and the Two Strings (2016)”. Svensk Filmdatabas. http://www.svenskfilmdatabas.se/sv/item/?type=film&itemid=85958.
208. ↑  ”Love & Friendship (2016)”. Internet Movie Database. http://www.imdb.com/title/tt3068194/.
209. ↑  ”Love & Friendship (2016)”. Svensk Filmdatabas. http://www.svenskfilmdatabas.se/sv/item/?type=film&itemid=85959.
210. ↑  ”The Magnificent Seven (2016)”. Internet Movie Database. http://www.imdb.com/title/tt2404435/.
211. ↑  ”The Magnificent Seven (2016)”. Svensk Filmdatabas. http://www.svenskfilmdatabas.se/sv/item/?type=film&itemid=85947.
212. ↑  ”Deepwater Horizon (2016)”. Internet Movie Database. http://www.imdb.com/title/tt1860357/.
213. ↑  ”Deepwater Horizon (2016)”. Svensk Filmdatabas. http://www.svenskfilmdatabas.se/sv/item/?type=film&itemid=85971.
214. ↑  ”Jag älskar dig - En skilsmässokomedi (2016)”. Internet Movie Database. http://www.imdb.com/title/tt5183654/.
215. ↑  ”Jag älskar dig - en skilsmässokomedi (2016)”. Svensk Filmdatabas. http://www.svenskfilmdatabas.se/sv/item/?type=film&itemid=73743.
216. ↑  ”Min pappa Toni Erdmann (2016)”. Internet Movie Database. http://www.imdb.com/title/tt4048272/.
217. ↑  ”Toni Erdmann (2016)”. Svensk Filmdatabas. http://www.svenskfilmdatabas.se/sv/item/?type=film&itemid=85976.
218. ↑  ”Miss Peregrines hem för besynnerliga barn (2016)”. Internet Movie Database. http://www.imdb.com/title/tt1935859/.
219. ↑  ”Miss Peregrine's Home for Peculiar Children (2016)”. Svensk Filmdatabas. http://www.svenskfilmdatabas.se/sv/item/?type=film&itemid=85987.
220. ↑  ”Siv sover vilse (2016)”. Internet Movie Database. http://www.imdb.com/title/tt4861720/.
221. ↑  ”Siv sover vilse (2016)”. Svensk Filmdatabas. http://www.svenskfilmdatabas.se/sv/item/?type=film&itemid=74027.
222. ↑  ”Café Society (2016)”. Internet Movie Database. http://www.imdb.com/title/tt4513674/.
223. ↑  ”Café Society (2016)”. Svensk Filmdatabas. http://www.svenskfilmdatabas.se/sv/item/?type=film&itemid=86003.
224. ↑  ”Masterminds (2016)”. Internet Movie Database. http://www.imdb.com/title/tt2461150/.
225. ↑  ”Masterminds (2016)”. Svensk Filmdatabas. http://www.svenskfilmdatabas.se/sv/item/?type=film&itemid=86016.
226. ↑  ”Medan vi lever (2016)”. Internet Movie Database. http://www.imdb.com/title/tt5954338/.
227. ↑  ”Medan vi lever (2016)”. Svensk Filmdatabas. http://www.svenskfilmdatabas.se/sv/item/?type=film&itemid=79314.
228. ↑  ”Storkarna (2016)”. Internet Movie Database. http://www.imdb.com/title/tt4624424/.
229. ↑  ”Storks (2016)”. Svensk Filmdatabas. http://www.svenskfilmdatabas.se/sv/item/?type=film&itemid=86020.
230. ↑  ”Imorgon (2015)”. Internet Movie Database. http://www.imdb.com/title/tt4449576/.
231. ↑  ”Demain (2015)”. Svensk Filmdatabas. http://www.svenskfilmdatabas.se/sv/item/?type=film&itemid=86035.
232. ↑  ”Inferno (2016)”. Internet Movie Database. http://www.imdb.com/title/tt3062096/.
233. ↑  ”Inferno (2016)”. Svensk Filmdatabas. http://www.svenskfilmdatabas.se/sv/item/?type=film&itemid=86036.
234. ↑  ”Jätten (2016)”. Internet Movie Database. http://www.imdb.com/title/tt4135076/.
235. ↑  ”Jätten (2016)”. Svensk Filmdatabas. http://www.svenskfilmdatabas.se/sv/item/?type=film&itemid=77664.
236. ↑  ”Mr. Gaga (2015)”. Internet Movie Database. http://www.imdb.com/title/tt3412684/.
237. ↑  ”Mr. Gaga (2015)”. Svensk Filmdatabas. http://www.svenskfilmdatabas.se/sv/item/?type=film&itemid=82738.
238. ↑  ”Peter och draken Elliott (2016)”. Internet Movie Database. http://www.imdb.com/title/tt2788732/.
239. ↑  ”Pete's Dragon (2016)”. Svensk Filmdatabas. http://www.svenskfilmdatabas.se/sv/item/?type=film&itemid=86037.
240. ↑  ”Jack Reacher 2: Never Go Back (2016)”. Internet Movie Database. http://www.imdb.com/title/tt3393786/.
241. ↑  ”Jack Reacher: Never Go Back (2016)”. Svensk Filmdatabas. http://www.svenskfilmdatabas.se/sv/item/?type=film&itemid=86094.
242. ↑  ”Julieta (2016)”. Internet Movie Database. http://www.imdb.com/title/tt4326444/.
243. ↑  ”Julieta (2016)”. Svensk Filmdatabas. http://www.svenskfilmdatabas.se/sv/item/?type=film&itemid=86098.
244. ↑  ”Odjuret och hans lärling (2015)”. Internet Movie Database. http://www.imdb.com/title/tt4272866/.
245. ↑  ”Bakemono no ko (2015)”. Svensk Filmdatabas. http://www.svenskfilmdatabas.se/sv/item/?type=film&itemid=86102.
246. ↑  ”Ouija: Origin of Evil (2016)”. Internet Movie Database. http://www.imdb.com/title/tt4361050/.
247. ↑  ”Ouija: Origin of Evil (2016)”. Svensk Filmdatabas. http://www.svenskfilmdatabas.se/sv/item/?type=film&itemid=86112.
248. ↑  ”Upp i det blå (2016)”. Internet Movie Database. http://www.imdb.com/title/tt4992620/.
249. ↑  ”Upp i det blå (2016)”. Svensk Filmdatabas. http://www.svenskfilmdatabas.se/sv/item/?type=film&itemid=76329.
250. ↑  ”Morran & Tobias - Som en skänk från ovan (2016)”. Internet Movie Database. http://www.imdb.com/title/tt5869350/.
251. ↑  ”Morran och Tobias - Som en skänk från ovan (2016)”. Svensk Filmdatabas. http://www.svenskfilmdatabas.se/sv/item/?type=film&itemid=82997.
252. ↑  ”Ae Dil Hai Mushkil (2016)”. Internet Movie Database. http://www.imdb.com/title/tt4559006/.
253. ↑  ”Dagen efter denna (2016)”. Internet Movie Database. http://www.imdb.com/title/tt4120176/.
254. ↑  ”L'avenir (2016)”. Svensk Filmdatabas. http://www.svenskfilmdatabas.se/sv/item/?type=film&itemid=86148.
255. ↑  ”Doctor Strange (2016)”. Internet Movie Database. http://www.imdb.com/title/tt1211837/.
256. ↑  ”Doctor Strange (2016)”. Svensk Filmdatabas. http://www.svenskfilmdatabas.se/sv/item/?type=film&itemid=86150.
257. ↑  ”Mitt liv som zucchini (2016)”. Internet Movie Database. http://www.imdb.com/title/tt2321405/.
258. ↑  ”Ma vie de Courgette (2016)”. Svensk Filmdatabas. http://www.svenskfilmdatabas.se/sv/item/?type=film&itemid=86151.
259. ↑  ”Tjuvjägaren (2016)”. Internet Movie Database. http://www.imdb.com/title/tt4477024/.
260. ↑  ”Tjuvjägaren (2016)”. Svensk Filmdatabas. Arkiverad från originalet den 12 oktober 2016. https://web.archive.org/web/20161012203635/http://www.svenskfilmdatabas.se/sv/item/?type=film&itemid=83220.
261. ↑  ”Trolls (2016)”. Internet Movie Database. http://www.imdb.com/title/tt1679335/.
262. ↑  ”Trolls (2016)”. Svensk Filmdatabas. http://www.svenskfilmdatabas.se/sv/item/?type=film&itemid=86152.
263. ↑  ”Ensam i Berlin (2016)”. Internet Movie Database. http://www.imdb.com/title/tt3026488/.
264. ↑  ”Alone in Berlin (2016)”. Svensk Filmdatabas. http://www.svenskfilmdatabas.se/sv/item/?type=film&itemid=86206.
265. ↑  ”3000 nätter (2015)”. Internet Movie Database. http://www.imdb.com/title/tt3815424/.
266. ↑  ”3000 Layla (2015)”. Svensk Filmdatabas. http://www.svenskfilmdatabas.se/sv/item/?type=film&itemid=86212.
267. ↑  ”The Accountant (2016)”. Internet Movie Database. http://www.imdb.com/title/tt2140479/.
268. ↑  ”The Accountant (2016)”. Svensk Filmdatabas. http://www.svenskfilmdatabas.se/sv/item/?type=film&itemid=86217.
269. ↑  ”Behemoth (2015)”. Internet Movie Database. http://www.imdb.com/title/tt4901304/.
270. ↑  ”Beixi moshou (2015)”. Svensk Filmdatabas. http://www.svenskfilmdatabas.se/sv/item/?type=film&itemid=82268.
271. ↑  ”Hacksaw Ridge (2016)”. Internet Movie Database. http://www.imdb.com/title/tt2119532/.
272. ↑  ”Hacksaw Ridge (2016)”. Svensk Filmdatabas. http://www.svenskfilmdatabas.se/sv/item/?type=film&itemid=86214.
273. ↑  ”Kärleken är störst (2016)”. Internet Movie Database. http://www.imdb.com/title/tt4699388/.
274. ↑  ”Un homme à la hauteur (2016)”. Svensk Filmdatabas. http://www.svenskfilmdatabas.se/sv/item/?type=film&itemid=86210.
275. ↑  ”Kvinnan på tåget (2016)”. Internet Movie Database. http://www.imdb.com/title/tt3631112/.
276. ↑  ”The Girl on the Train (2016)”. Svensk Filmdatabas. http://www.svenskfilmdatabas.se/sv/item/?type=film&itemid=86223.
277. ↑  ”Familjen Jul i Tomteland (2016)”. Internet Movie Database. http://www.imdb.com/title/tt5822856/.
278. ↑  ”Familien Jul i nissernes land (2016)”. Svensk Filmdatabas. http://www.svenskfilmdatabas.se/sv/item/?type=film&itemid=86227.
279. ↑  ”Flykten till framtiden (2016)”. Internet Movie Database. http://www.imdb.com/title/tt5194446/.
280. ↑  ”Flykten till framtiden (2016)”. Svensk Filmdatabas. http://www.svenskfilmdatabas.se/sv/item/?type=film&itemid=80721.
281. ↑  ”Fantastiska vidunder och var man hittar dem (2016)”. Internet Movie Database. http://www.imdb.com/title/tt3183660/.
282. ↑  ”Fantastic Beasts and Where to Find Them (2016)”. Svensk Filmdatabas. http://www.svenskfilmdatabas.se/sv/item/?type=film&itemid=88125.
283. ↑  ”Cezanne och Zola (2016)”. Internet Movie Database. http://www.imdb.com/title/tt5078354/.
284. ↑  ”Cézanne et moi (2016)”. Svensk Filmdatabas. http://www.svenskfilmdatabas.se/sv/item/?type=film&itemid=88127.
285. ↑  ”Indignation (2016)”. Internet Movie Database. http://www.imdb.com/title/tt4193394/.
286. ↑  ”Indignation (2016)”. Svensk Filmdatabas. http://www.svenskfilmdatabas.se/sv/item/?type=film&itemid=88130.
287. ↑  ”Nocturnal Animals (2016)”. Internet Movie Database. http://www.imdb.com/title/tt4550098/.
288. ↑  ”Nocturnal Animals (2016)”. Svensk Filmdatabas. http://www.svenskfilmdatabas.se/sv/item/?type=film&itemid=88146.
289. ↑  ”24 Weeks (2016)”. Internet Movie Database. http://www.imdb.com/title/tt5369484/.
290. ↑  ”24 Wochen (2016)”. Svensk Filmdatabas. http://www.svenskfilmdatabas.se/sv/item/?type=film&itemid=88187.
291. ↑  ”Allied (2016)”. Internet Movie Database. http://www.imdb.com/title/tt3640424/.
292. ↑  ”Allied (2016)”. Svensk Filmdatabas. http://www.svenskfilmdatabas.se/sv/item/?type=film&itemid=88191.
293. ↑  ”Bad Santa 2 (2016)”. Internet Movie Database. http://www.imdb.com/title/tt1798603/.
294. ↑  ”Bad Santa 2 (2016)”. Svensk Filmdatabas. http://www.svenskfilmdatabas.se/sv/item/?type=film&itemid=88188.
295. ↑  ”Hell or High Water (2016)”. Internet Movie Database. http://www.imdb.com/title/tt2582782/.
296. ↑  ”Hell or High Water (2016)”. Svensk Filmdatabas. http://www.svenskfilmdatabas.se/sv/item/?type=film&itemid=88192.
297. ↑  ”Little Men (2016)”. Internet Movie Database. http://www.imdb.com/title/tt4919484/.
298. ↑  ”Little Men (2016)”. Svensk Filmdatabas. http://www.svenskfilmdatabas.se/sv/item/?type=film&itemid=88193.
299. ↑  ”Mannen från Snåsa (2016)”. Internet Movie Database. http://www.imdb.com/title/tt5295734/.
300. ↑  ”Mannen fra Snåsa (2016)”. Svensk Filmdatabas. http://www.svenskfilmdatabas.se/sv/item/?type=film&itemid=88194.
301. ↑  ”Pettson & Findus - Juligheter (2016)”. Internet Movie Database. http://www.imdb.com/title/tt4764566/.
302. ↑  ”Pettersson und Findus 2 - Das schönste Weihnachten überhaupt (2016)”. Svensk Filmdatabas. http://www.svenskfilmdatabas.se/sv/item/?type=film&itemid=88195.
303. ↑  ”Sju minuter efter midnatt (2016)”. Internet Movie Database. http://www.imdb.com/title/tt3416532/.
304. ↑  ”A Monster Calls (2016)”. Svensk Filmdatabas. http://www.svenskfilmdatabas.se/sv/item/?type=film&itemid=88197.
305. ↑  ”Viva (2015)”. Internet Movie Database. http://www.imdb.com/title/tt4334482/.
306. ↑  ”Viva (2016)”. Svensk Filmdatabas. http://www.svenskfilmdatabas.se/sv/item/?type=film&itemid=88196.
307. ↑  ”Adult Life Skills (2016)”. Internet Movie Database. http://www.imdb.com/title/tt4211044/.
308. ↑  ”Adult Life Skills (2016)”. Svensk Filmdatabas. http://www.svenskfilmdatabas.se/sv/item/?type=film&itemid=88216.
309. ↑  ”American Honey (2016)”. Internet Movie Database. http://www.imdb.com/title/tt3721936/.
310. ↑  ”American Honey (2016)”. Svensk Filmdatabas. http://www.svenskfilmdatabas.se/sv/item/?type=film&itemid=88219.
311. ↑  ”Arrival (2016)”. Internet Movie Database. http://www.imdb.com/title/tt2543164/.
312. ↑  ”Arrival (2016)”. Svensk Filmdatabas. http://www.svenskfilmdatabas.se/sv/item/?type=film&itemid=88217.
313. ↑  ”Fyren mellan haven (2016)”. Internet Movie Database. http://www.imdb.com/title/tt2547584/.
314. ↑  ”The Light Between Oceans (2016)”. Svensk Filmdatabas. http://www.svenskfilmdatabas.se/sv/item/?type=film&itemid=88220.
315. ↑  ”Monsieur Chocolat (2016)”. Internet Movie Database. http://www.imdb.com/title/tt4400038/.
316. ↑  ”Chocolat (2016)”. Svensk Filmdatabas. http://www.svenskfilmdatabas.se/sv/item/?type=film&itemid=88221.
317. ↑  ”Rädda Tomten (2016)”. Internet Movie Database. http://www.imdb.com/title/tt5822838/.
318. ↑  ”Den magiske juleæske (2015)”. Svensk Filmdatabas. http://www.svenskfilmdatabas.se/sv/item/?type=film&itemid=80108.
319. ↑  ”Office Christmas Party (2016)”. Internet Movie Database. http://www.imdb.com/title/tt1711525/.
320. ↑  ”Office Christmas Party (2016)”. Svensk Filmdatabas. http://www.svenskfilmdatabas.se/sv/item/?type=film&itemid=88262.
321. ↑  ”Agnus Dei (2016)”. Internet Movie Database. http://www.imdb.com/title/tt4370784/.
322. ↑  ”Les innocentes (2016)”. Svensk Filmdatabas. http://www.svenskfilmdatabas.se/sv/item/?type=film&itemid=88264.
323. ↑  ”Befikre (2016)”. Internet Movie Database. http://www.imdb.com/title/tt5108476/.
324. ↑  ”Jag, Daniel Blake (2016)”. Internet Movie Database. http://www.imdb.com/title/tt5168192/.
325. ↑  ”I, Daniel Blake (2016)”. Svensk Filmdatabas. http://www.svenskfilmdatabas.se/sv/item/?type=film&itemid=88269.
326. ↑  ”Underworld: Blood Wars (2016)”. Internet Movie Database. http://www.imdb.com/title/tt3717252/.
327. ↑  ”Underworld: Blood Wars (2016)”. Svensk Filmdatabas. http://www.svenskfilmdatabas.se/sv/item/?type=film&itemid=88270.
328. ↑  ”Rogue One: A Star Wars Story (2016)”. Internet Movie Database. http://www.imdb.com/title/tt3748528/.
329. ↑  ”Rogue One: A Star Wars Story (2016)”. Svensk Filmdatabas. http://www.svenskfilmdatabas.se/sv/item/?type=film&itemid=88285.
330. ↑  ”Dansaren (2016)”. Internet Movie Database. http://www.imdb.com/title/tt4632440/.
331. ↑  ”La danseuse (2016)”. Svensk Filmdatabas. http://www.svenskfilmdatabas.se/sv/item/?type=film&itemid=88308.
332. ↑  ”Päron och lavendel (2015)”. Internet Movie Database. http://www.imdb.com/title/tt4084056/.
333. ↑  ”Les goût des merveilles (2015)”. Svensk Filmdatabas. http://www.svenskfilmdatabas.se/sv/item/?type=film&itemid=88309.
334. ↑  ”Passengers (2016)”. Internet Movie Database. http://www.imdb.com/title/tt1355644/.
335. ↑  ”Passengers (2016)”. Svensk Filmdatabas. http://www.svenskfilmdatabas.se/sv/item/?type=film&itemid=88323.
336. ↑  ”Sing (2016)”. Internet Movie Database. http://www.imdb.com/title/tt3470600/.
337. ↑  ”Sing (2016)”. Svensk Filmdatabas. http://www.svenskfilmdatabas.se/sv/item/?type=film&itemid=88321.
338. ↑  ”Manchester by the Sea (2016)”. Internet Movie Database. http://www.imdb.com/title/tt4034228/.
339. ↑  ”Manchester by the Sea (2016)”. Svensk Filmdatabas. http://www.svenskfilmdatabas.se/sv/item/?type=film&itemid=88327.
340. ↑  ”Bamse och häxans dotter (2016)”. Internet Movie Database. http://www.imdb.com/title/tt4628826/.
341. ↑  ”Bamse och häxans dotter (2016)”. Svensk Filmdatabas. http://www.svenskfilmdatabas.se/sv/item/?type=film&itemid=80519.
342. ↑  ”Hundraettåringen som smet från notan och försvann (2016)”. Internet Movie Database. http://www.imdb.com/title/tt4940370/.
343. ↑  ”Hundraettåringen som smet från notan och försvann (2016)”. Svensk Filmdatabas. http://www.svenskfilmdatabas.se/sv/item/?type=film&itemid=83160.
344. ↑  ”Lion (2016)”. Internet Movie Database. http://www.imdb.com/title/tt3741834/.
345. ↑  ”Lion (2017)”. Svensk Filmdatabas. http://www.svenskfilmdatabas.se/sv/item/?type=film&itemid=88328.
346. ↑  ”Why Him? (2016)”. Internet Movie Database. http://www.imdb.com/title/tt4501244/.
347. ↑  ”Why Him? (2016)”. Svensk Filmdatabas. http://www.svenskfilmdatabas.se/sv/item/?type=film&itemid=88331.
348. ↑  Gray, Tim (2 juli 2016). ”REPORT: Michael Cimino, ‘Deer Hunter’ and ‘Heaven’s Gate’ Director, Dies at 77” (på amerikansk engelska). Variety. http://variety.com/2016/film/people-news/michael-cimino-dead-dies-deer-hunter-heavens-gate-1201808052/. Läst 2 juli 2016.
349. ↑  ”Abbas Kiarostami, award-winning Iranian film director, dies” (på brittisk engelska). BBC. http://www.bbc.com/news/world-middle-east-36709240. Läst 4 juli 2016.
350. ↑  http://www.aftonbladet.se/nojesbladet/article23360223.ab